# Sexafòlia

Roseta sexafòlia.

La sexafòlia o hexafòlia, també anomenada hexapètala, flor de la vida, estrella de sis puntes, rosa de sis pètals o simplement roseta, és un símbol ancestral construït a partir d'una figura geomètrica que mostra una flor de sis pètals inscrita a dins d'un cercle.
Apareix al llarg de tot Euràsia des d'època antiga i ha estat interpretat com un símbol solar de caràcter apotropaic. Als Països Catalans n'hi ha testimonis des de temps dels ibers i ha perviscut fins a l'actualitat especialment a les comarques del Pirineu, on és habitual en forma de gravats al mobiliari de fusta o en portes i finestres de cases antigues.

## Figura geomètrica

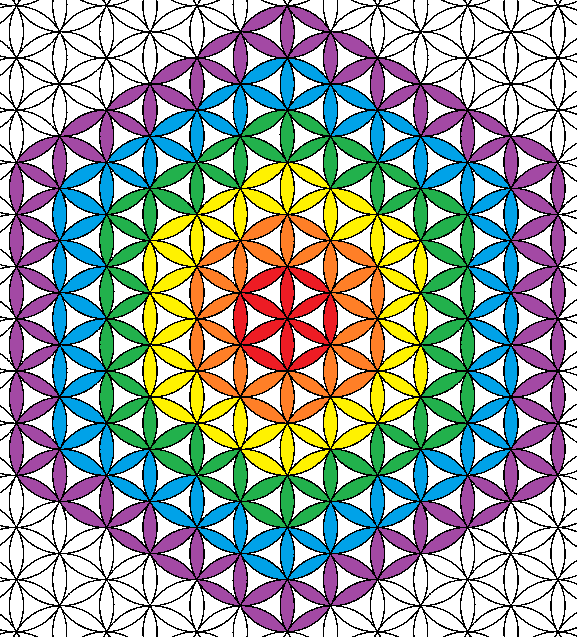
Tessel·lació en anells hexagonals d'1, 7, 19, 37, 61 i 91 cercles.

La sexafòlia es construeix a partir de dotze arcs o sis lents simètriques (vesica piscis) que conflueixen en un mateix punt central, o a partir de la superposició de set cercles d'igual radi que intersecten amb el centre dels cercles precedents:
La simplicitat constructiva d'aquesta figura podria explicar la seva pervivència en l'art popular durant segles, atès que pot dibuixar-se fàcilment amb un senzill compàs; de fet, s'ha documentat la seva realització amb instruments rústics com una forqueta o una branca forcada.
El símbol bàsic es pot multiplicar geomètricament fins a l'infinit, formant una tessel·lació de cercles superposats. Cal no confondre'l amb el disseny ornamental hexalòbul propi de l'arquitectura gòtica.

## Orígens i interpretació

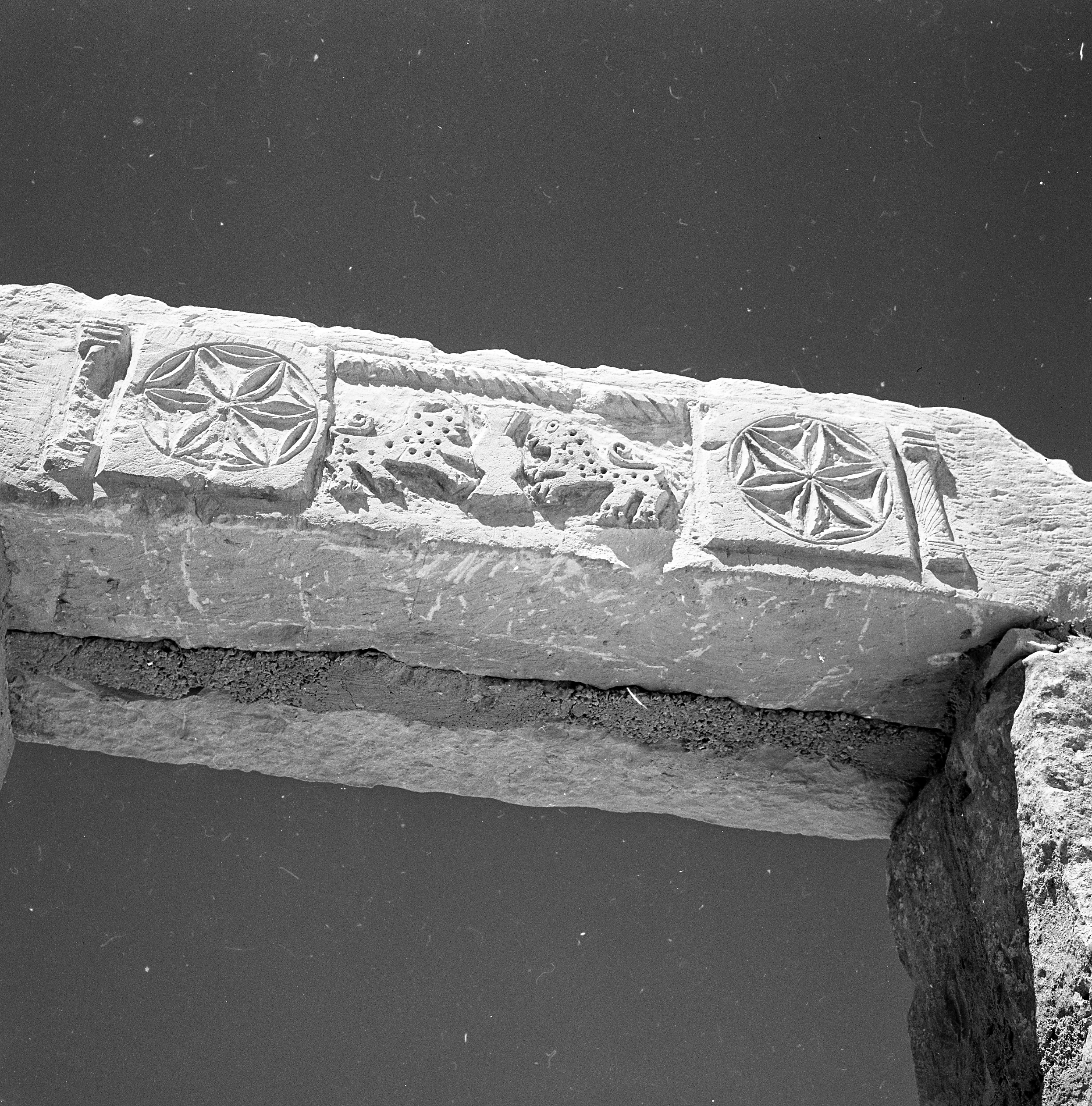
Llinda amb sexafòlies al temple nabateu d'Avdat, (desert del Nègueb, Israel).

La rosa de sis pètals és un símbol ancestral present des de l'Àrtic a l'Himàlaia. Els exemplars més antics figuren en l'art sagrat de monuments funeraris micènics, egipcis o amardis del segon mil·lenni abans de Crist (1600-1500 aC). També se n'han trobat a les llindes de temples nabateus del segle iv aC, en mosaics de palaus grecs i romans i en llibres bíblics dels jueus iemenites del segle iv.
El seu significat és polisèmic, tot i que principalment se l'ha considerat un símbol solar relacionat amb l'heliolatria o adoració al Sol. Per aquest motiu es pot entendre també com un element de significació celestial o astral, vinculat amb la vida, la regeneració, la immortalitat i l'eternitat. La sexafòlia admet una interpretació de caràcter numerològic a partir dels tres nombres que posa en relació: 1 (cercle), 6 (pètals) i 12 (arcs), que la vincularien amb el simbolisme zodiacal, la roda còsmica i l'any solar.
Es considera un element de marcat caràcter apotropaic, és a dir protector dels morts i dels vius respecte del mal. Diversos investigadors han suggerit que el seu origen podria estar relacionat amb la roda solar de sis radis utilitzada com a talismà contra els llamps, identificada originàriament amb el déu del tro indoeuropeu Perkwunos i més tard associada a les seves successives encarnacions, com el Taranis celta, el Perun eslau, el Thor escandinau o el Júpiter romà.

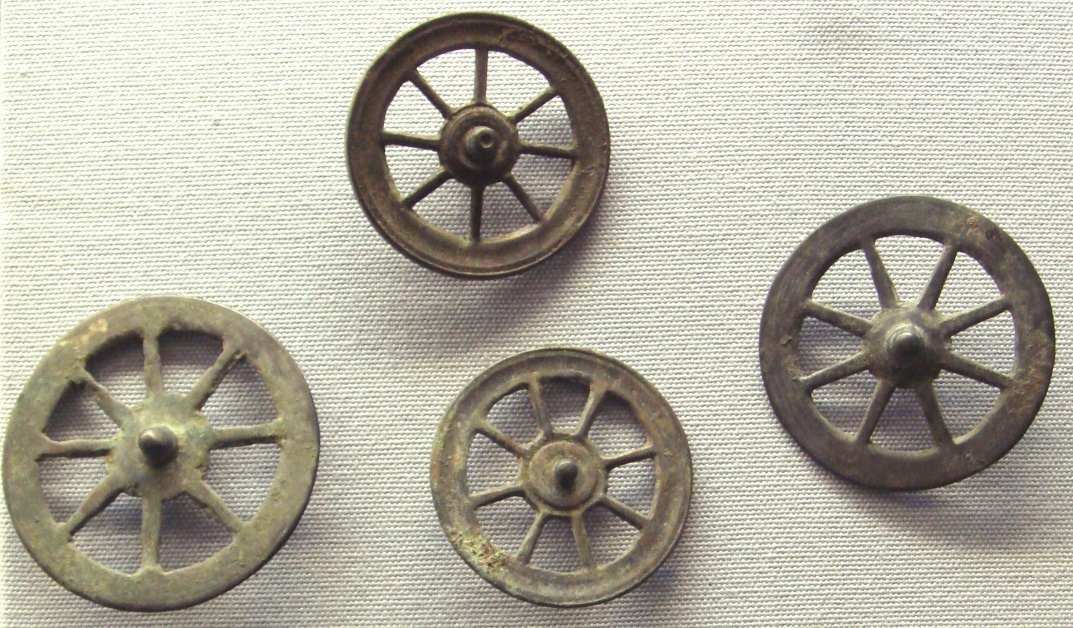
Rodes votives gal·les vinculades amb el culte a Taranis (Museu d'Arqueologia Nacional, França).

En el context pirinenc s'ha interpretat també la sexafòlia com a representació esquemàtica de la flor de la carlina, utilitzada des de temps immemorials com a amulet protector en masies i cases de pagès, possiblement vinculada a un substrat bascoide que s'hauria estès per tota la serralada i que sobreviu actualment al País Basc en la figura de l'eguzkilore (flor del sol).
Amb el declivi de les religions grecoromanes va ser assimilat pel cristianisme, que l'emplaçà habitualment en la imatgeria de temples i sarcòfags conjuntament amb la creu. En aquest sentit, apareix en esteles funeràries d'Armènia i Egipte a partir del segle v i a l'Europa occidental fins al segle xii. Durant l'edat mitjana va minvar la seva presència en l'àmbit religiós però es va mantenir en l'esfera quotidiana de l'arquitectura rural i l'artesania popular d'arreu d'Europa, des de Portugal fins a Rússia, passant per les Illes Britàniques, Polònia i els Carpats (on és especialment popular i coneguda com a rozeta), els països bàltics i Ucraïna.
Al seu torn, els europeus van exportar-la als seus dominis d'ultramar a Amèrica, motiu pel qual se'n poden trobar als esgrafiats de la façana de l'antic convent franciscà de Santo Domingo de Uayma, construït el 1646 a Mèxic, o als cementiris colonials de Nova Anglaterra, on van ser particularment populars durant els segles xviii-xix (anomenades en anglès daisy wheel, witch mark o marigold).

### Galeria d'imatges

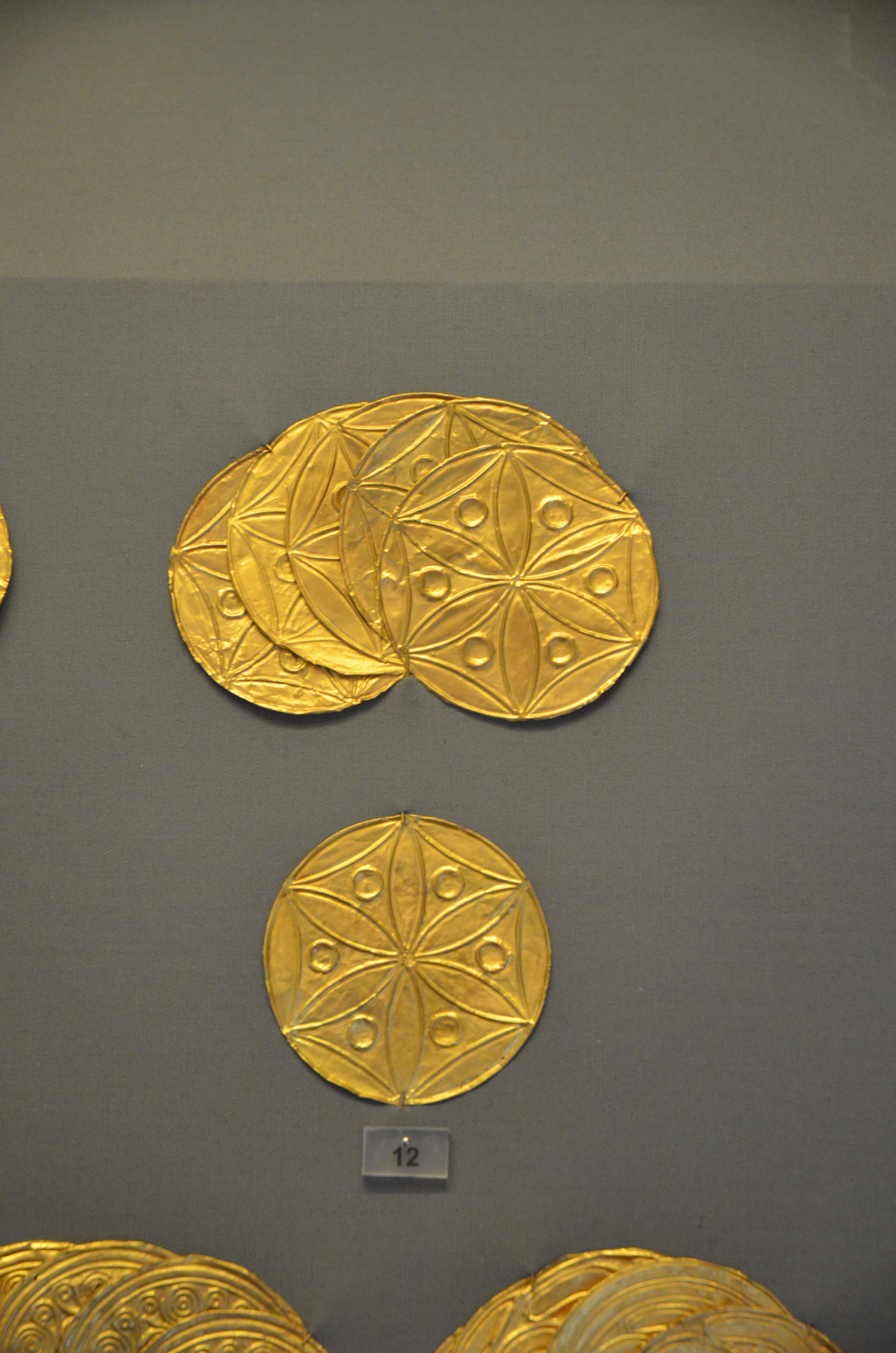
Discs ornamentals en una tomba micènica del segle xvi aC (Museu Arqueològic d'Istanbul)
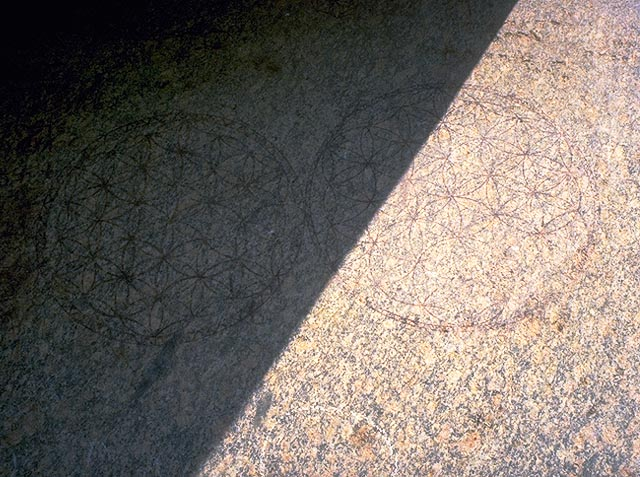
Conjunts de sexafòlies gravats al Temple de Seti I a Abidos, segle xiii aC (Egipte)
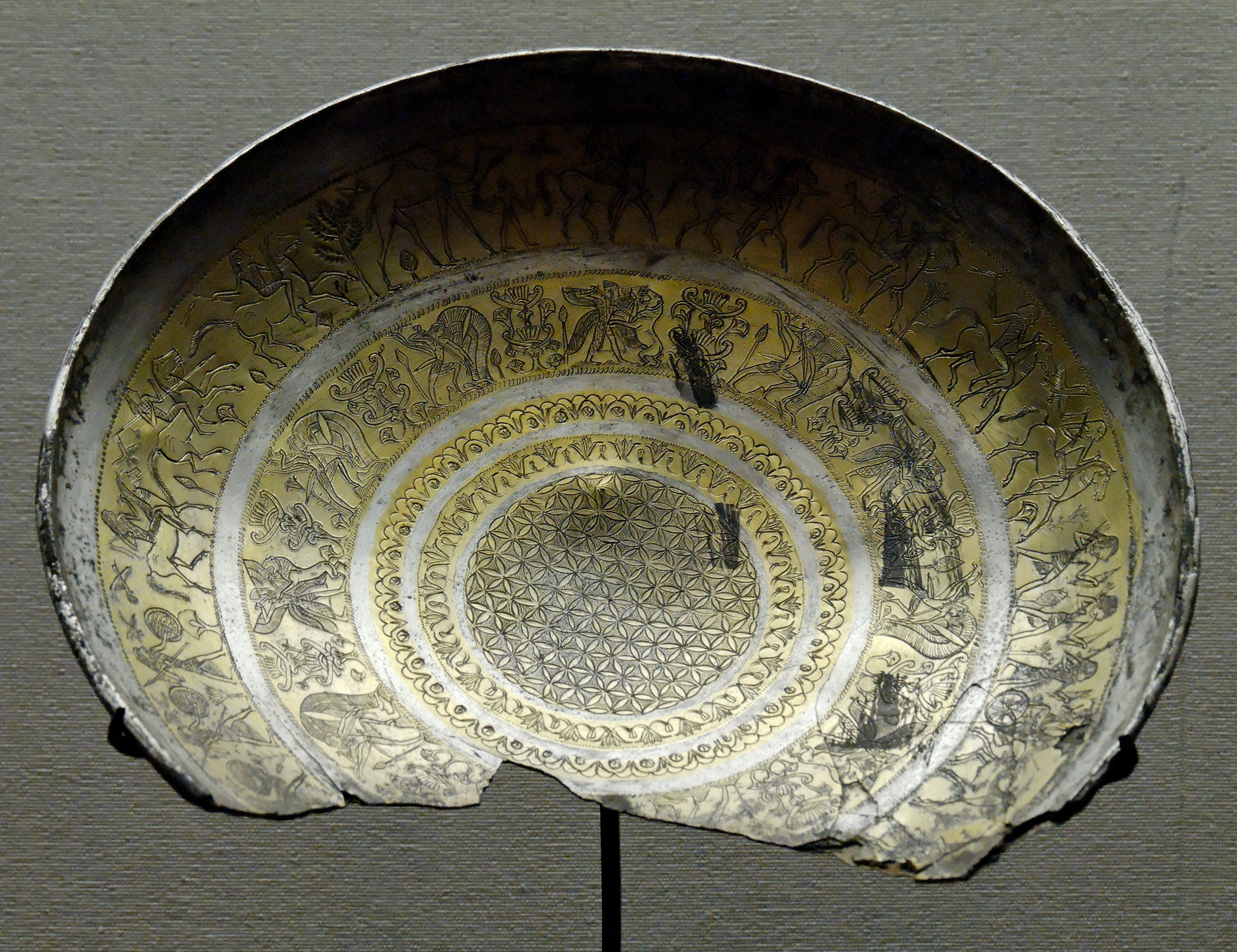
Tassa amb escenes mitològiques d'Idàlion, segle viii-vii aC (Museu del Louvre)
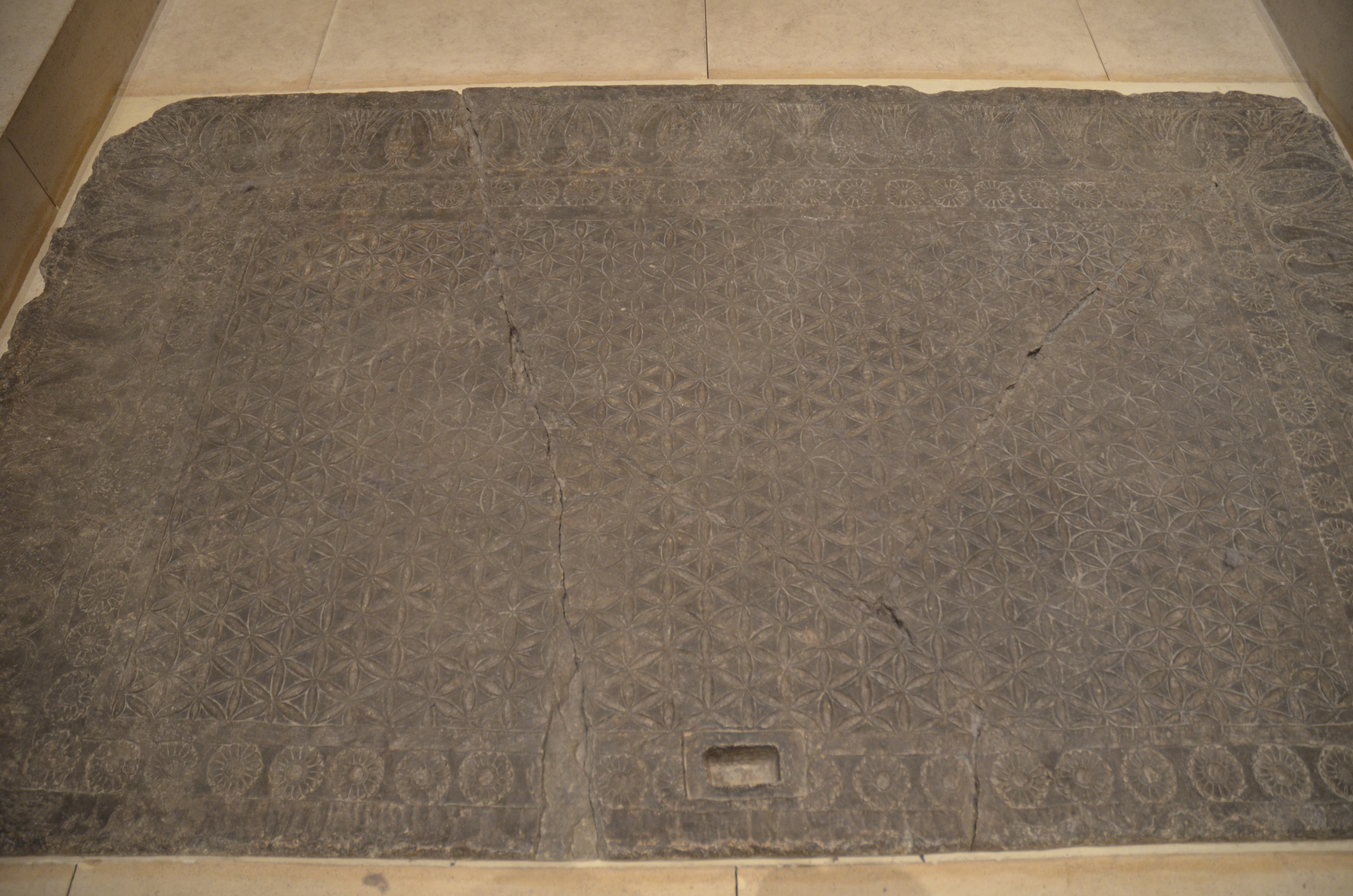
Decoració del palau del rei Assurbanipal, segle vii aC (Museu del Louvre)
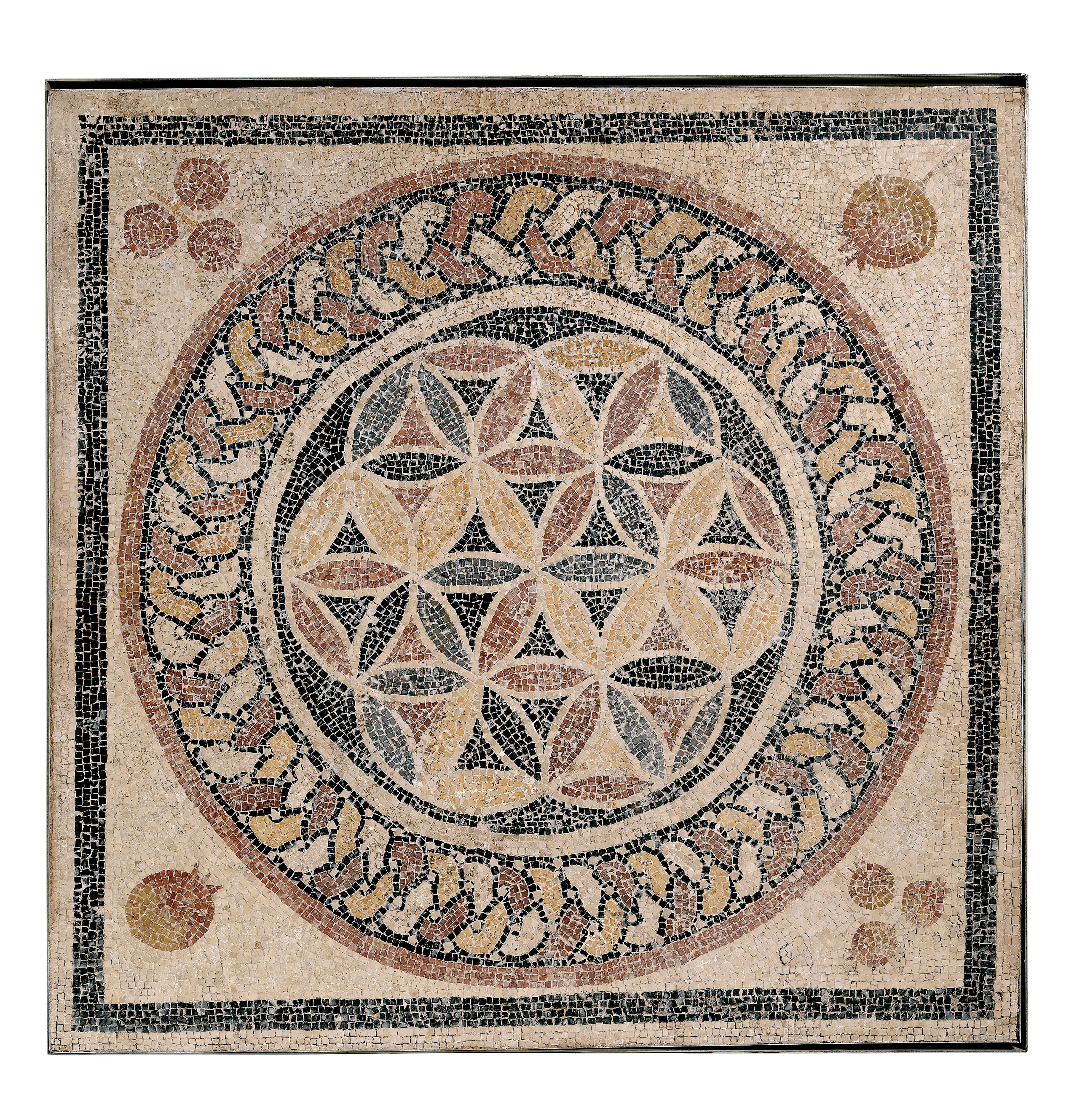
Mosaic d'uns banys públics al Palau d'Herodes, segle i aC (Jerusalem)
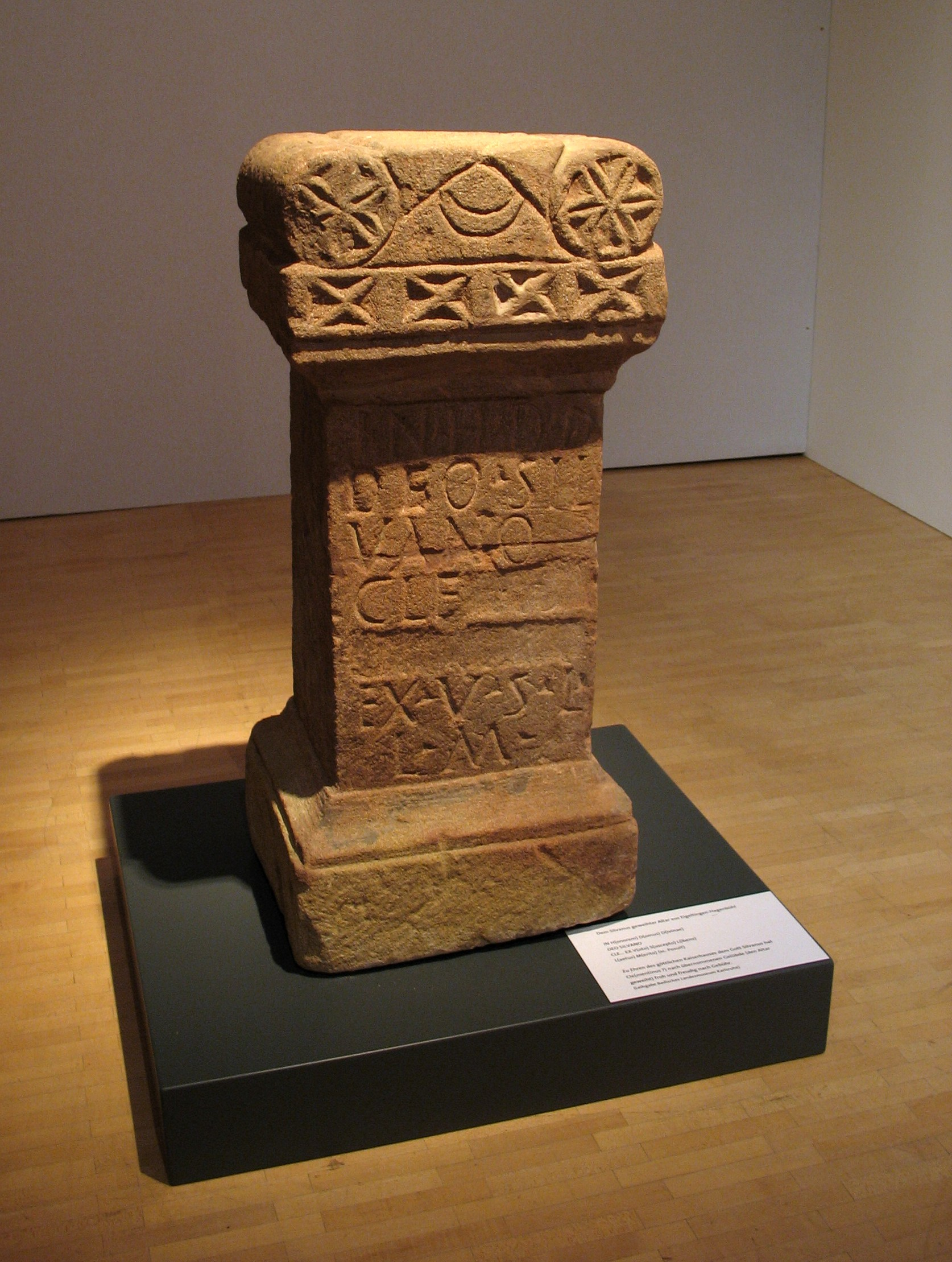
Altar votiu dedicat a Silvà de l'antiga Rècia (Museu Arqueològic Estatal de Baden-Württemberg)
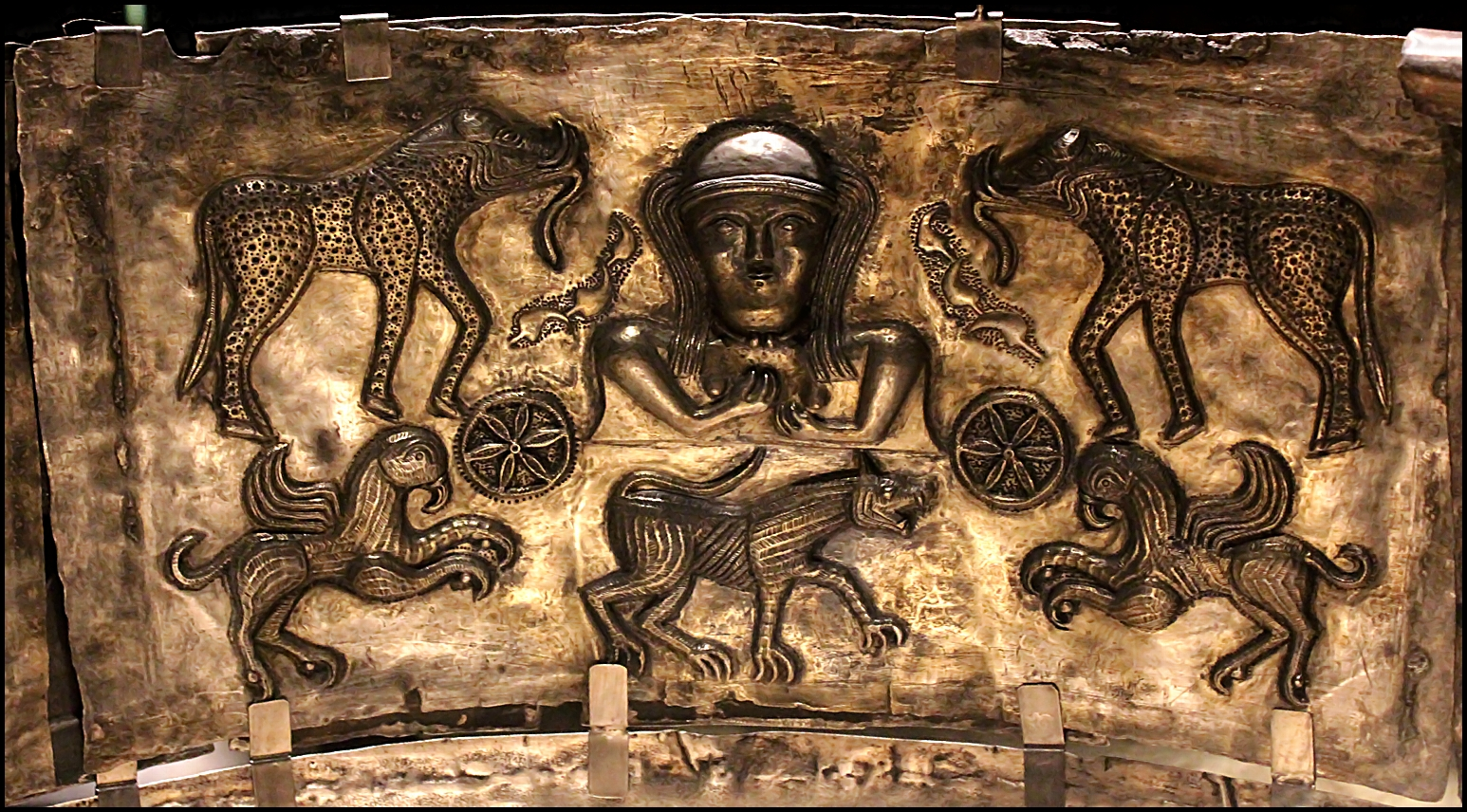
Placa del Calderó de Gundestrup amb rodes de sis radis o flors de sis pètals (segle i aC)
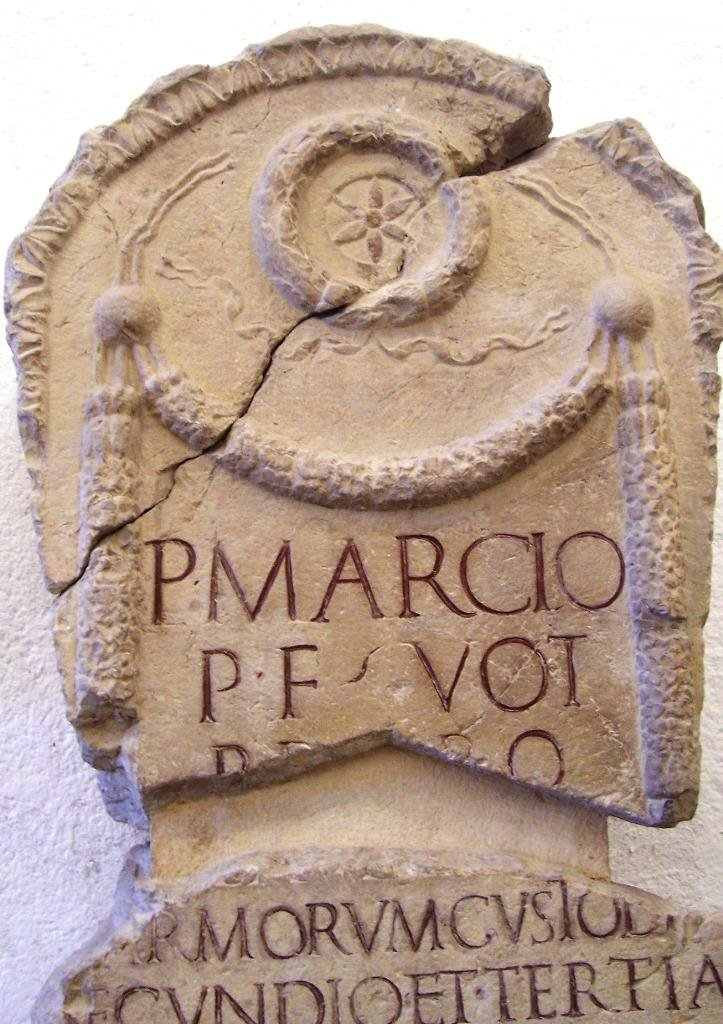
Estela romana del segle i (Museu Arqueològic de Bèrgam, Itàlia)
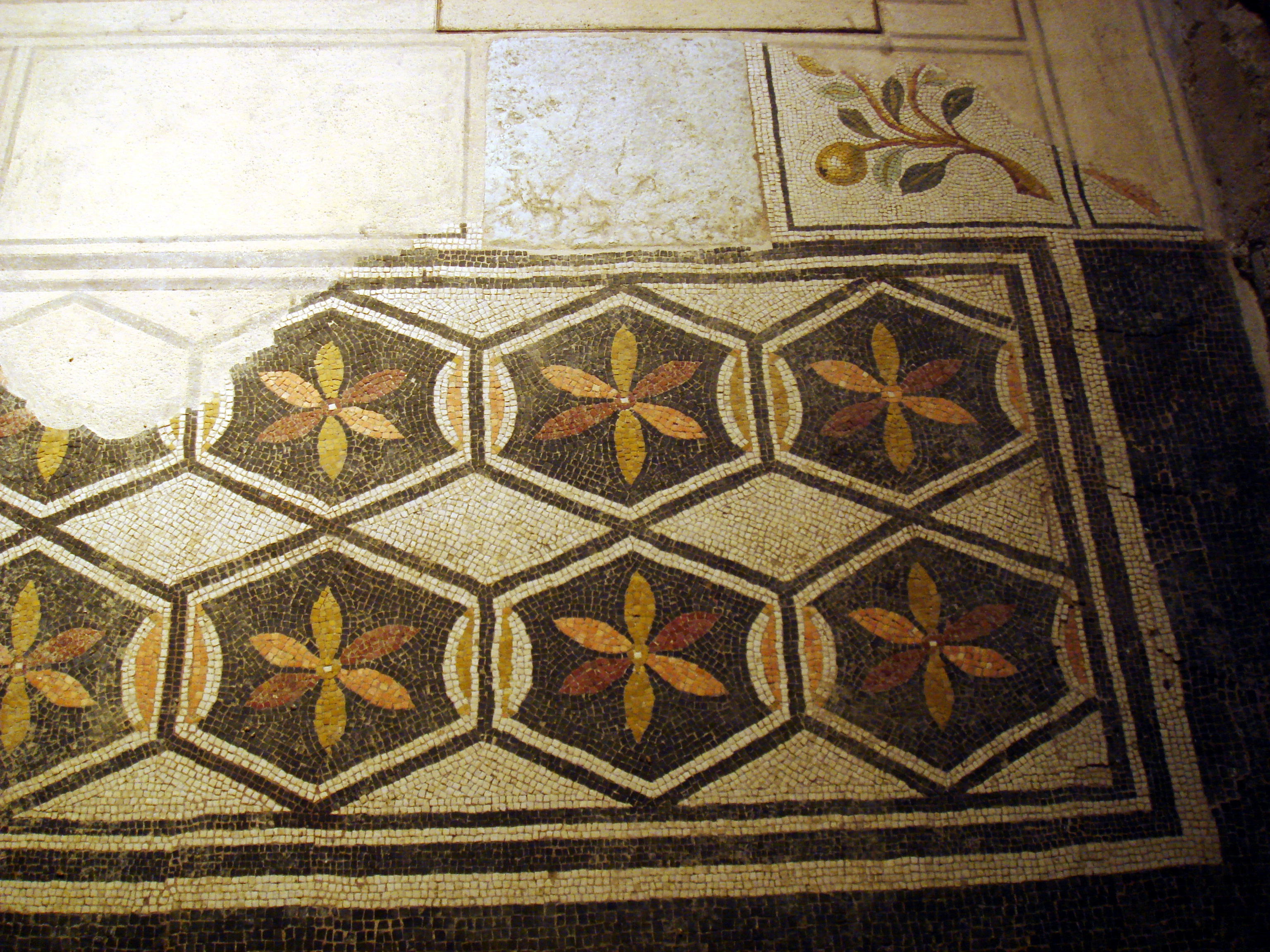
Mosaic romà a la Domus dell'Ortaglia, segle ii (Brescia, Itàlia)
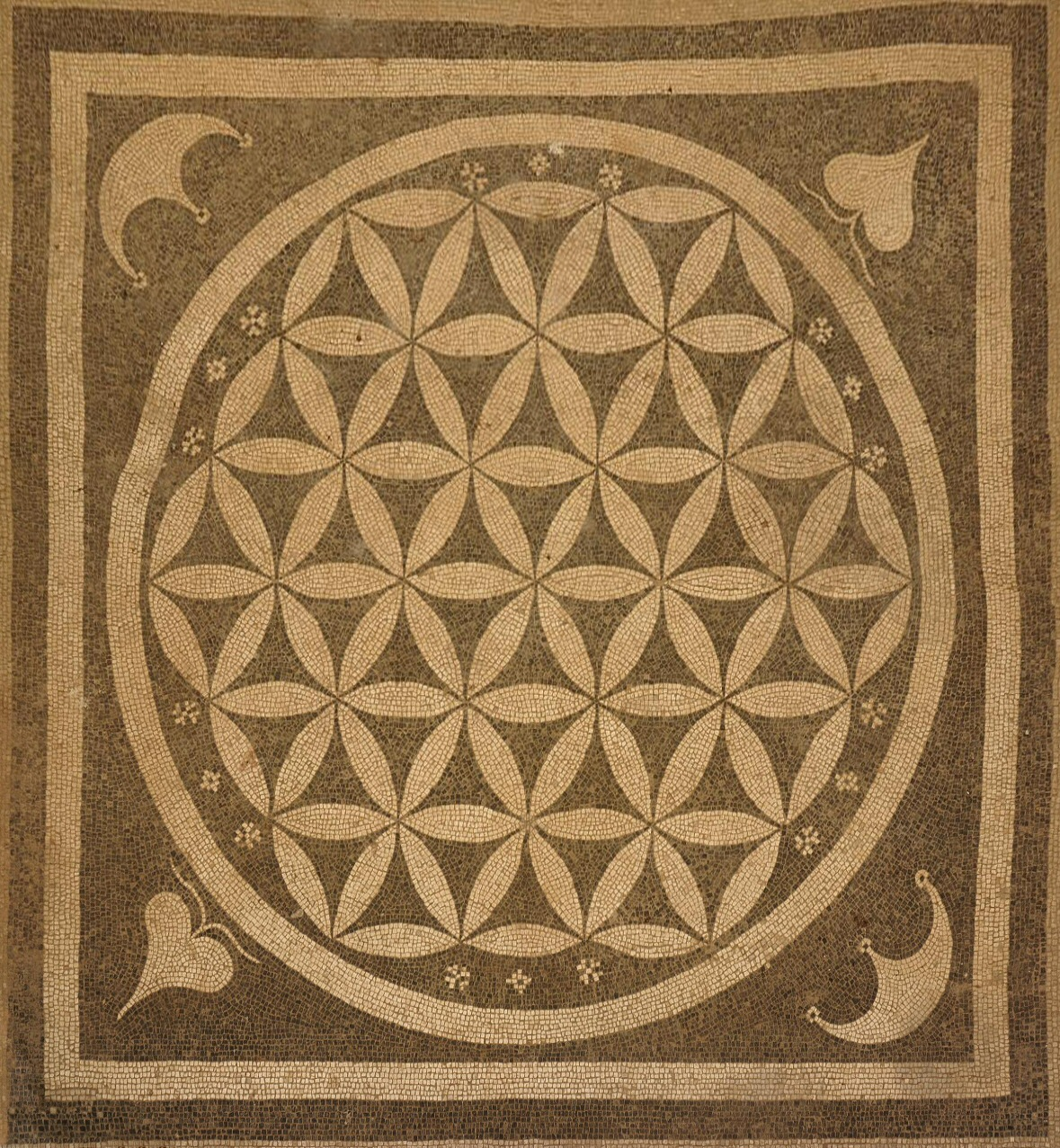
Mosaic romà en una casa privada d'Efes (Turquia, segle i-iii)
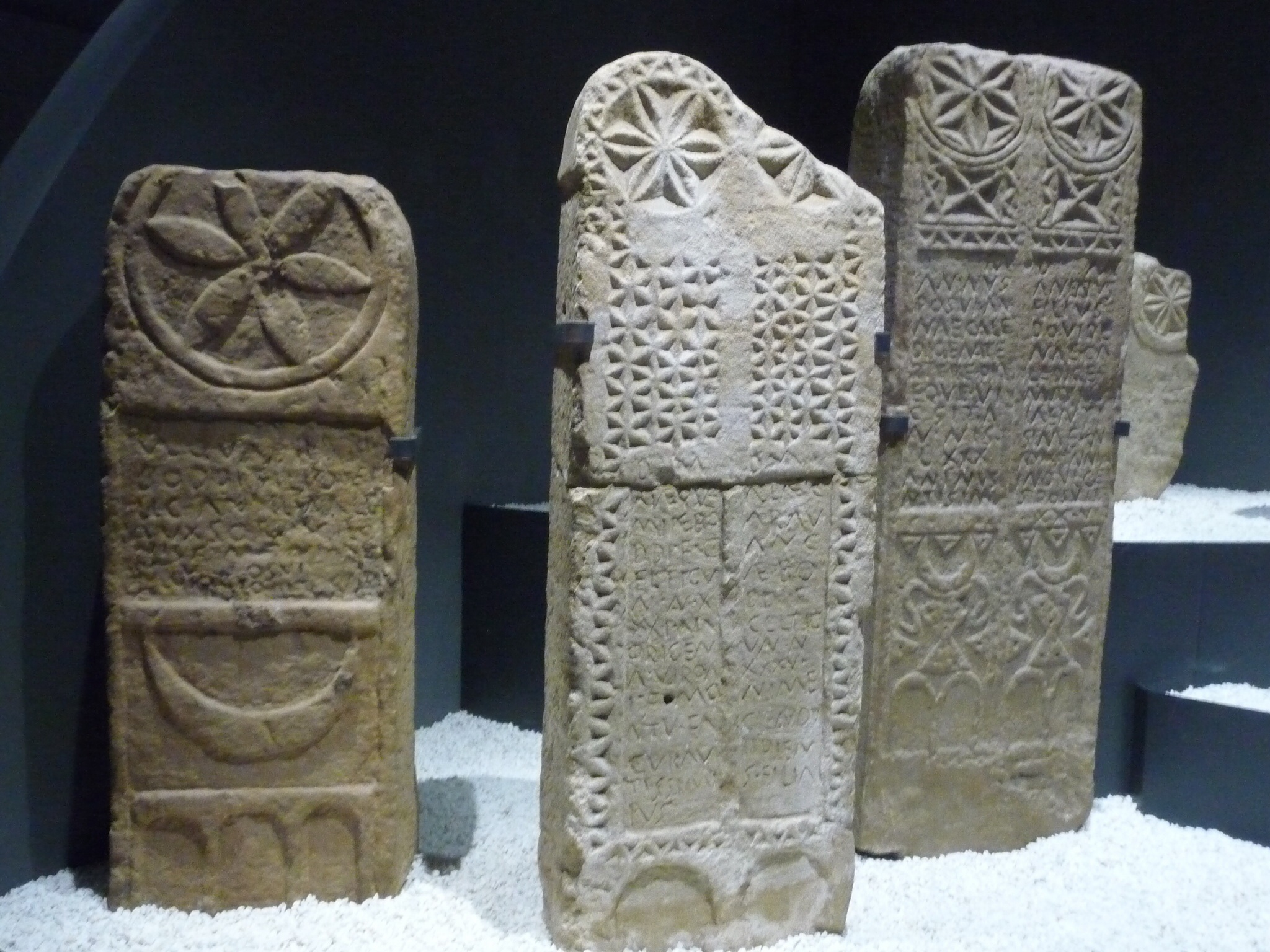
Esteles funeràries de Monte Cildá, segle iii (Museu de Prehistòria i Arqueologia de Cantàbria)
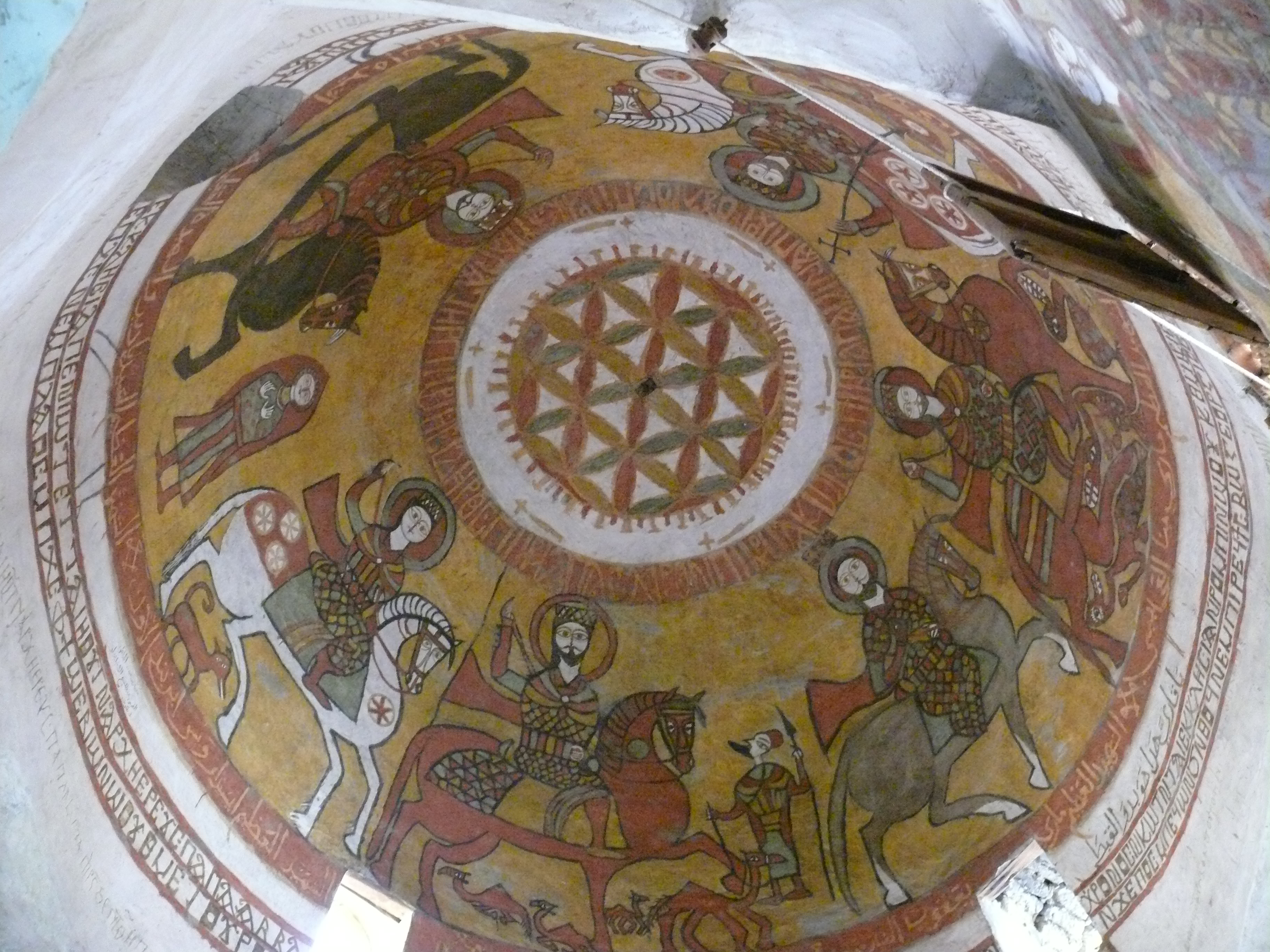
Volta del monestir copte de Sant Pau l'Ermità, segle iv-v (Egipte)
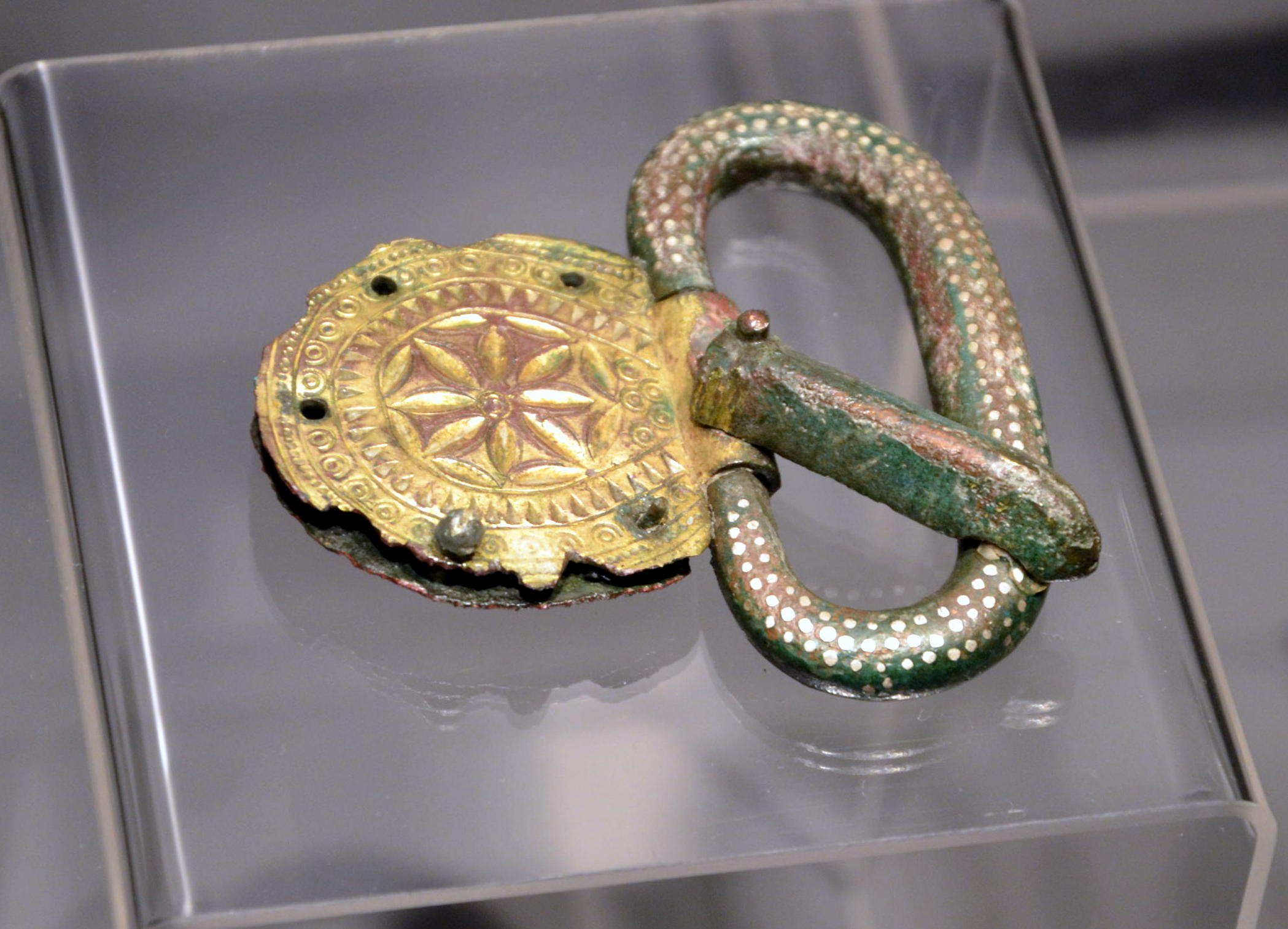
Sivella de cinturó de la cultura Przeworsk, c. 450 (Cracòvia, Polònia)
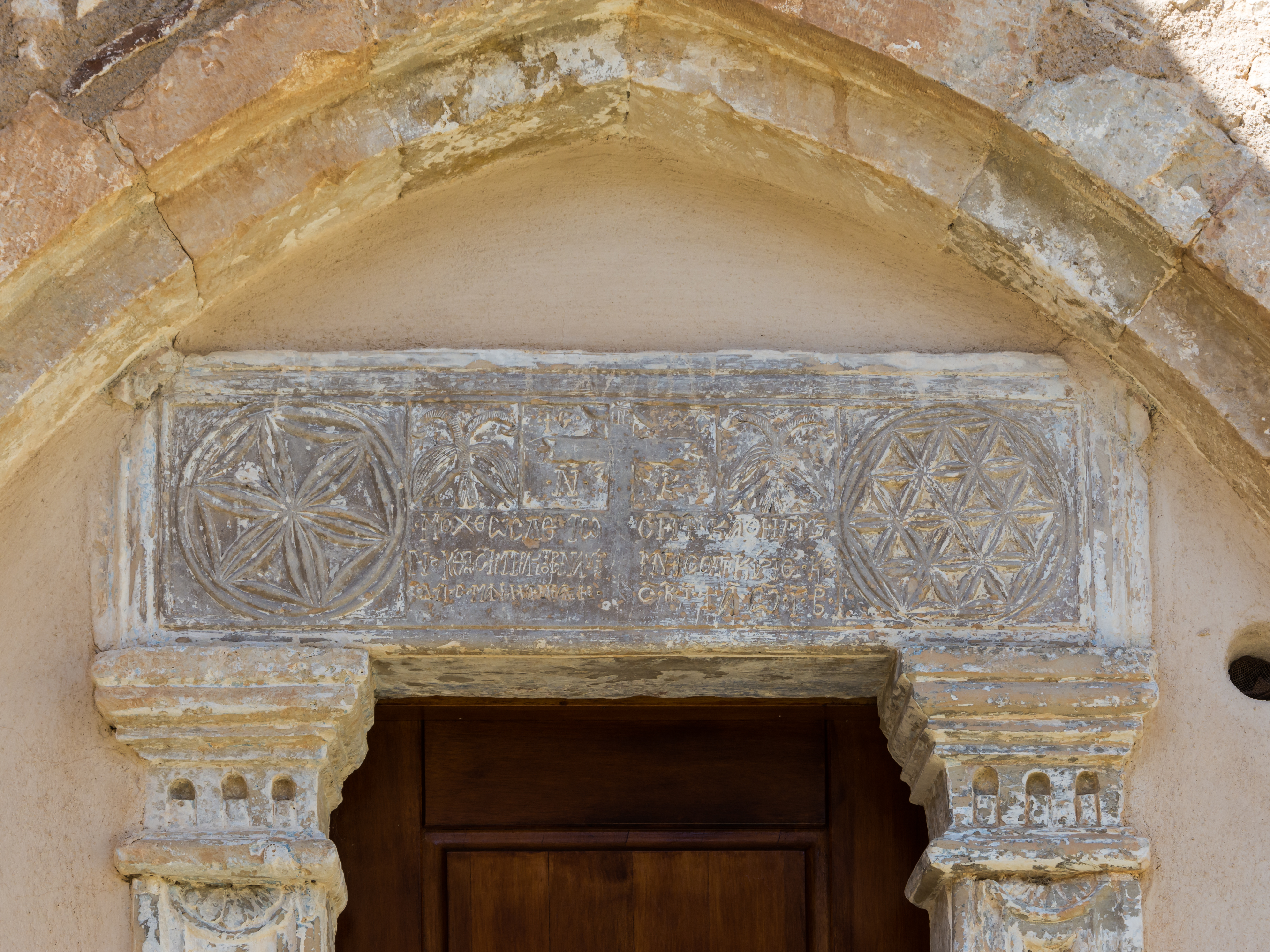
Església del monestir romà d'Orient d'Asomáton (Creta, segle x-xii).
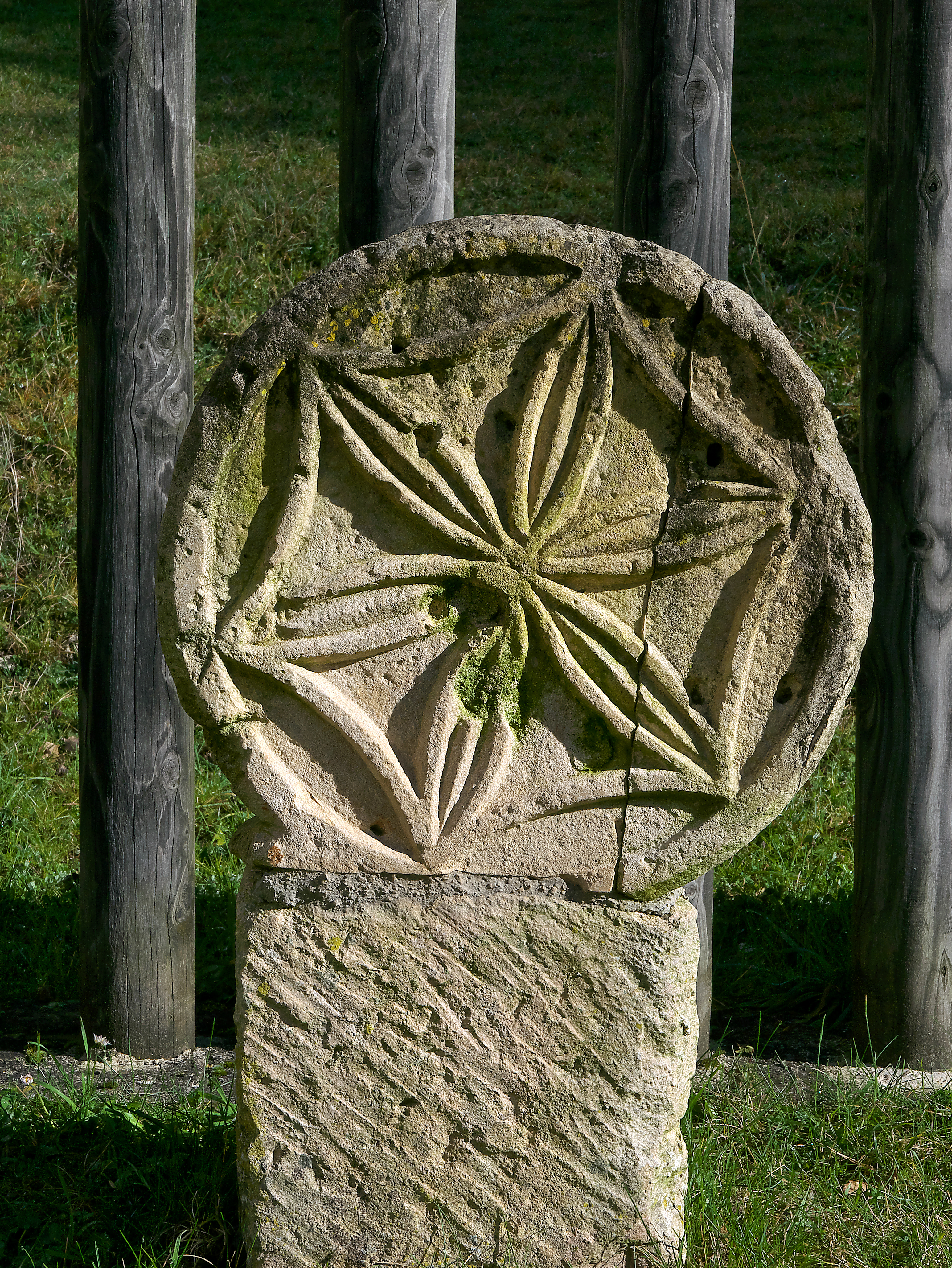
Estela funerària al Monestir d'Irantzu (Navarra, segle xii)
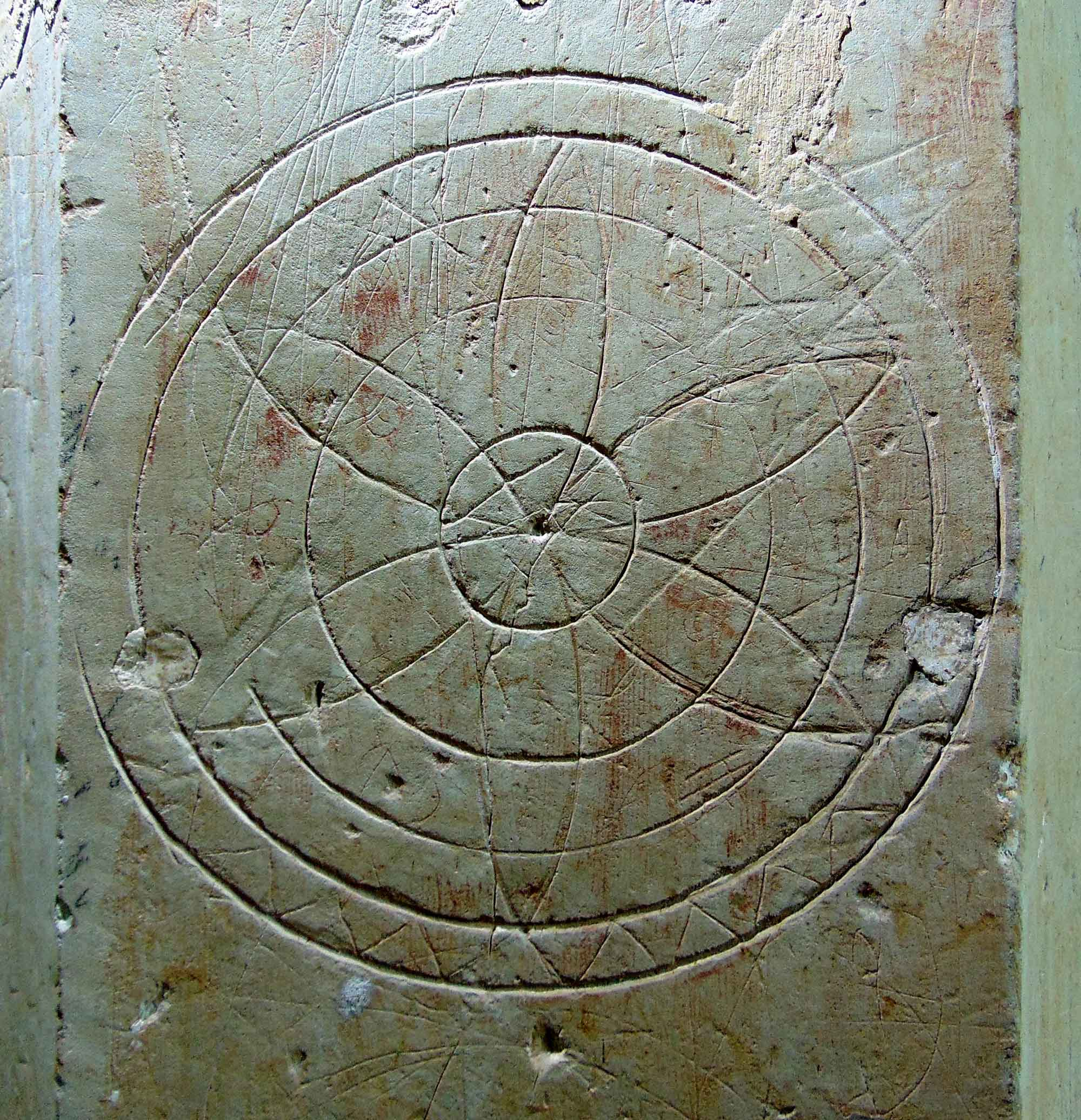
Marca apotropaica medieval en una església (Worlington, Anglaterra)
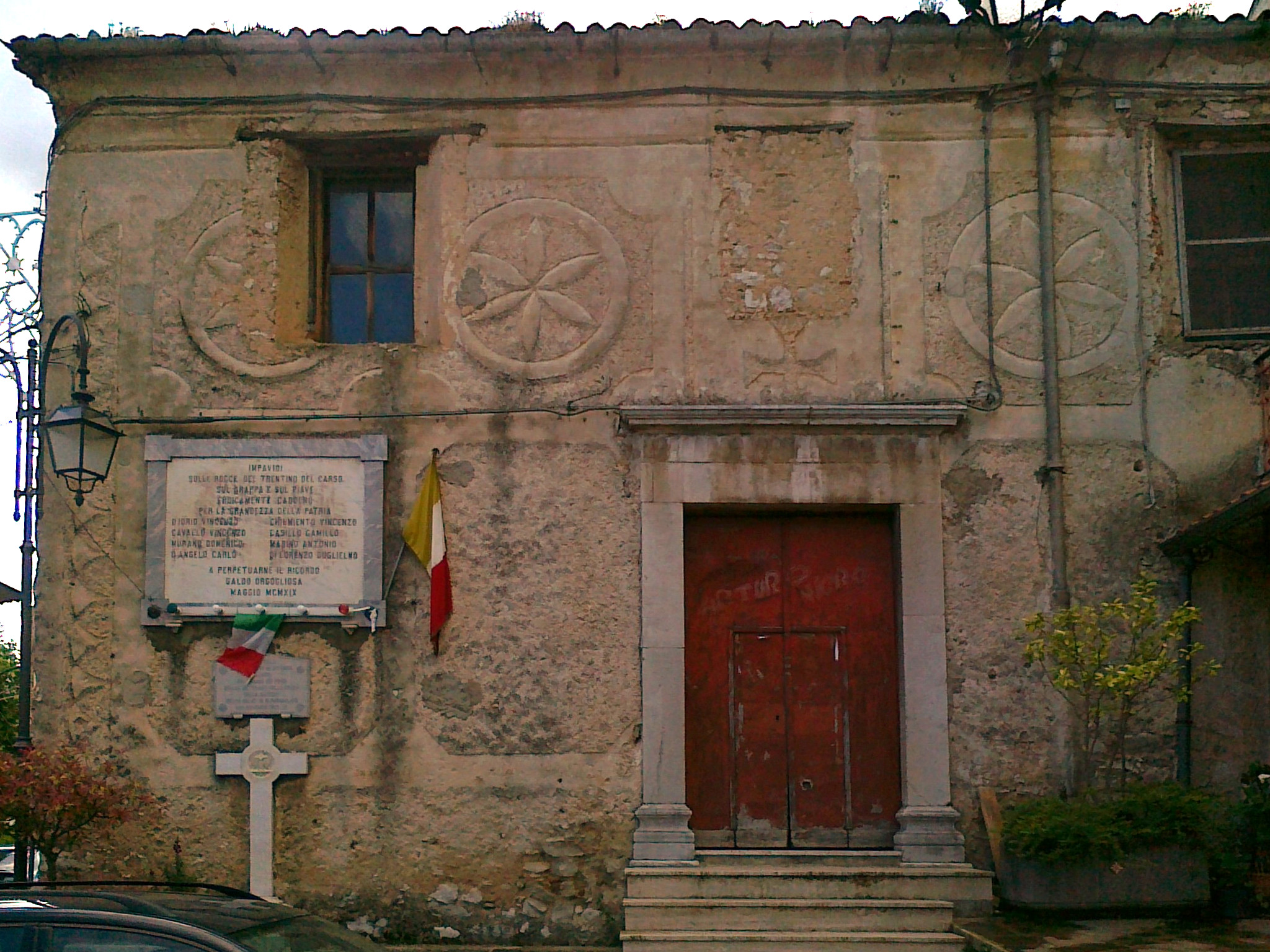
Façada d'una església medieval a Galdo degli Alburni (província de Salern, Itàlia)
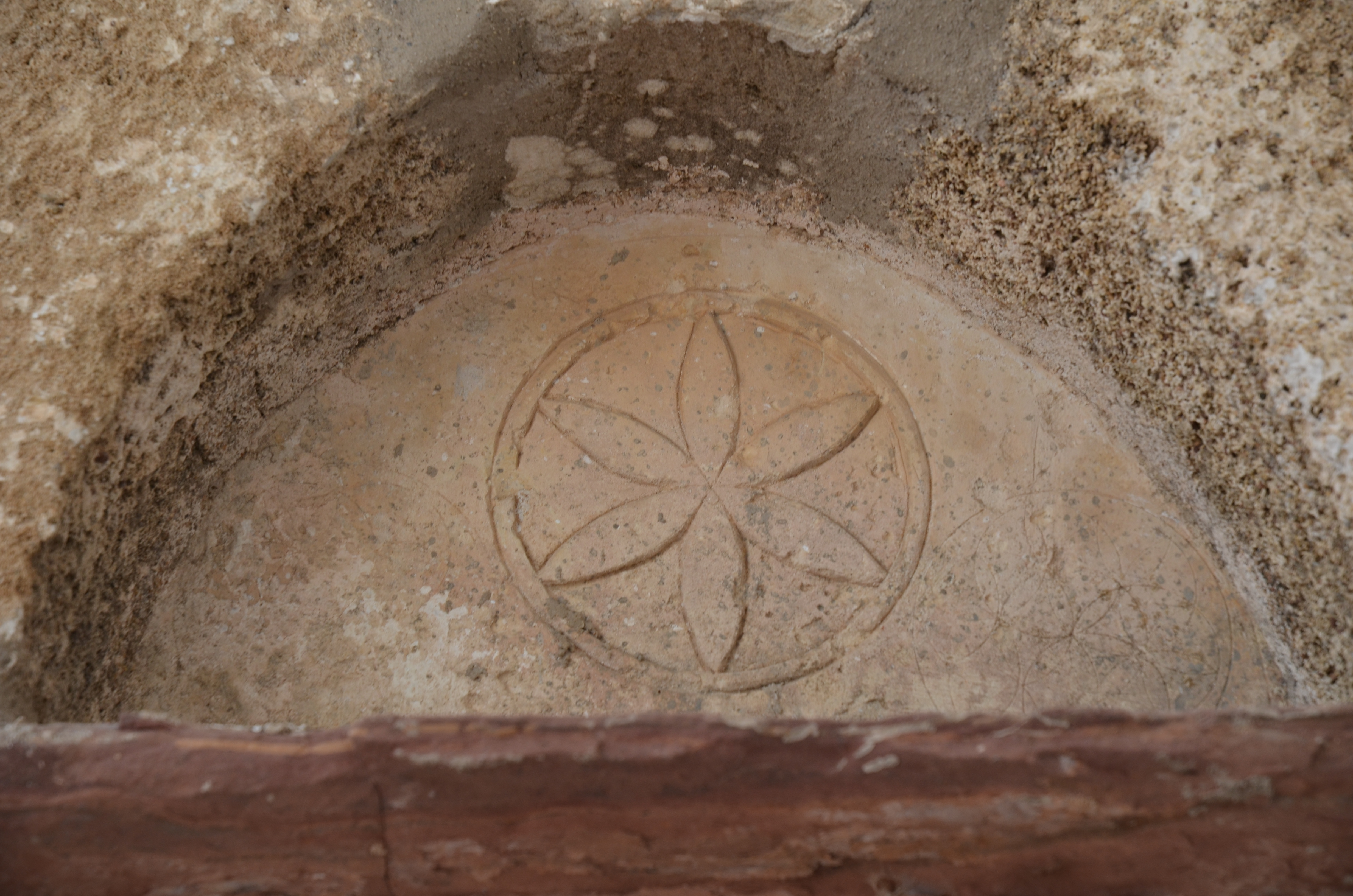
Porta d'una capella ortodoxa (Patmos, Grècia)
Roseta al Monestir de Martqopi (Geòrgia)
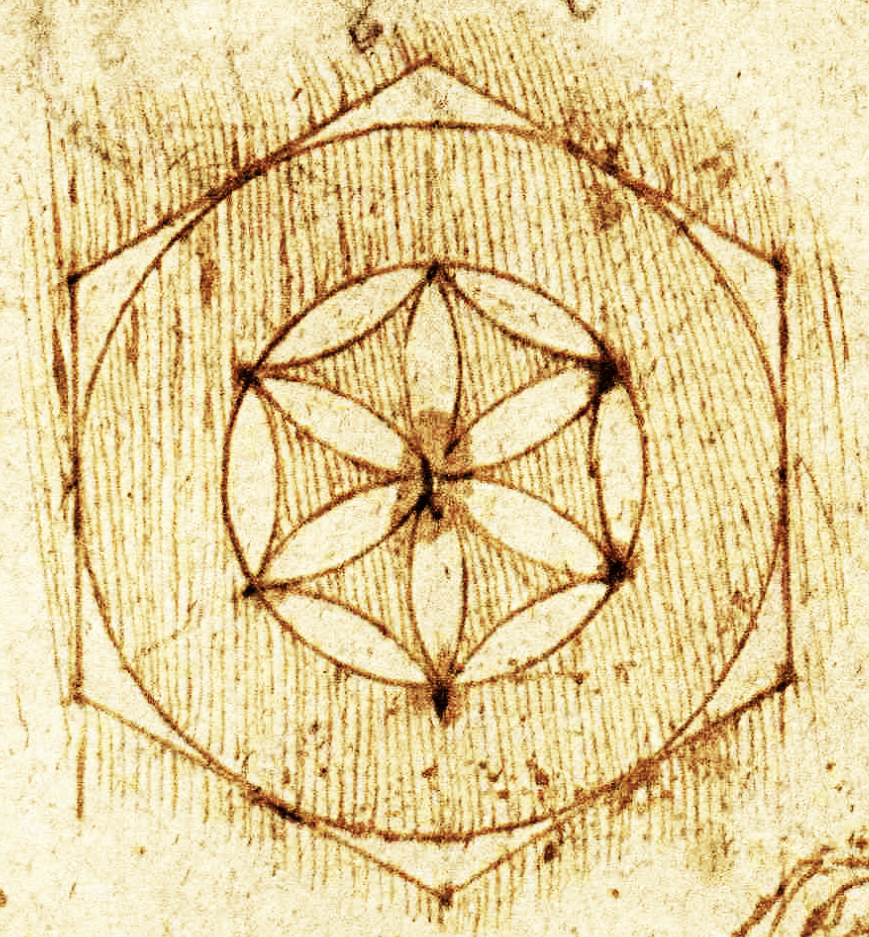
Dibuix de Leonardo da Vinci al Còdex Atlàntic (segle xv-xvi)
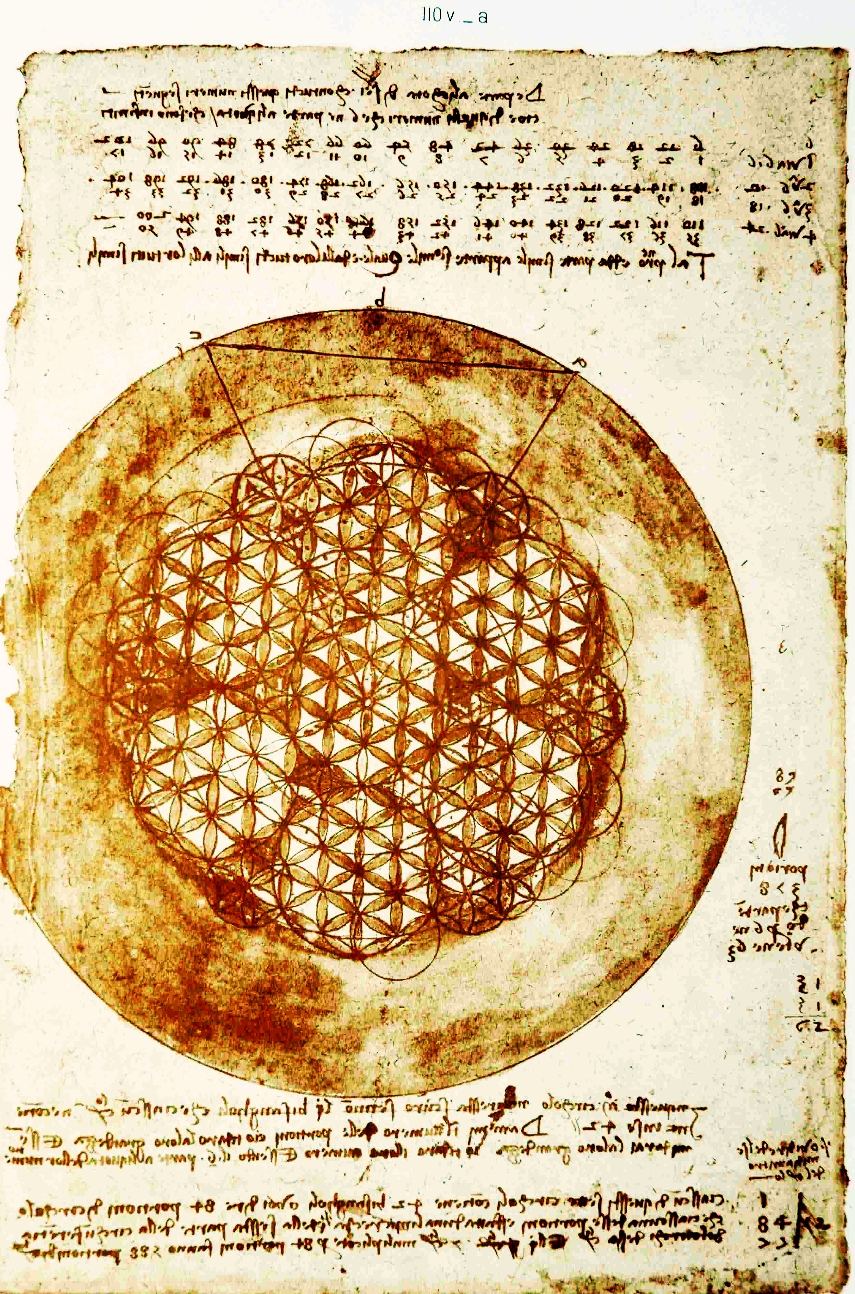
Dibuix de Leonardo da Vinci al Còdex Atlàntic (segle xv-xvi)
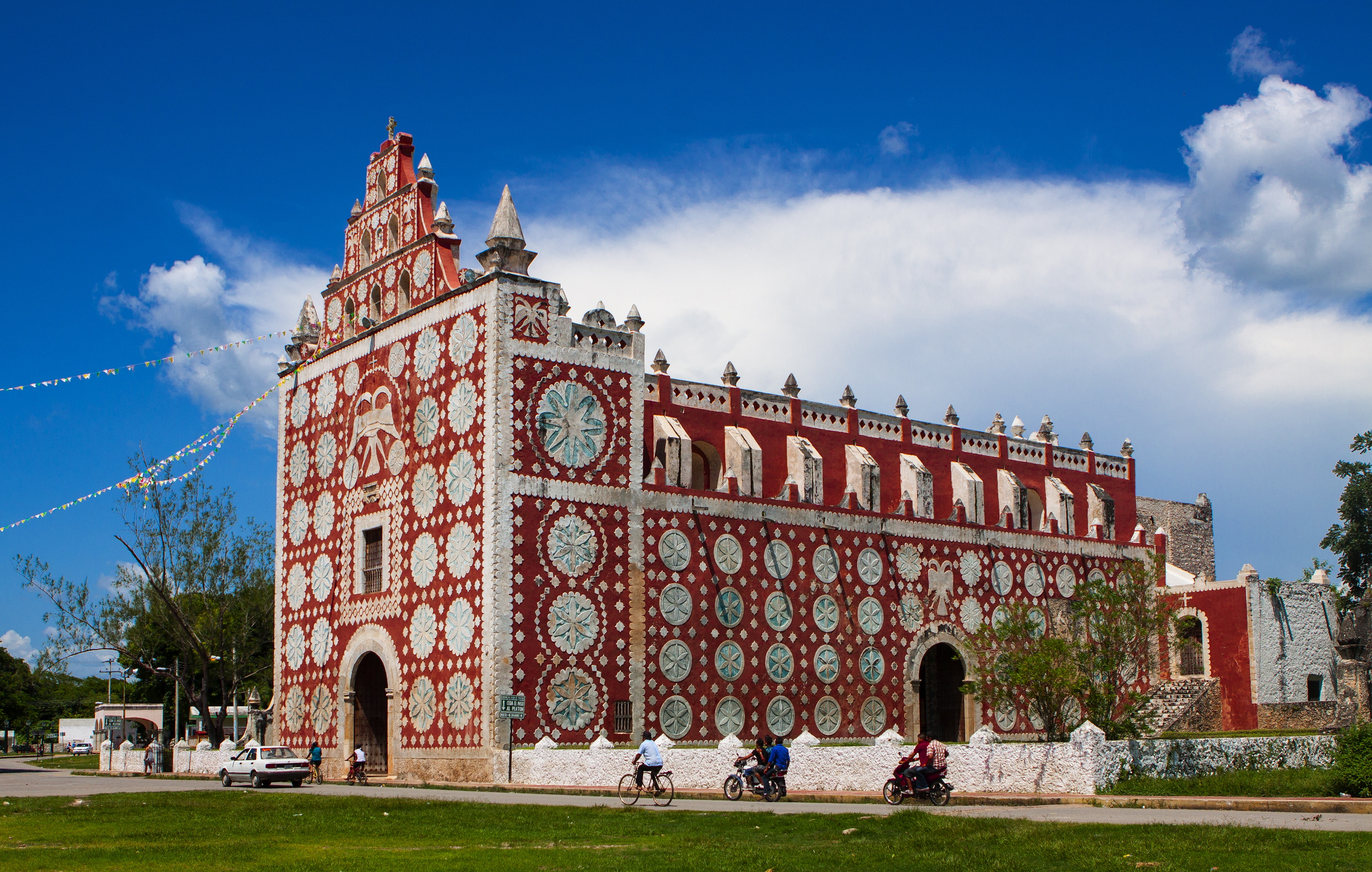
Santo Domingo de Uayma, segle xvii (Yucatan, Mèxic)
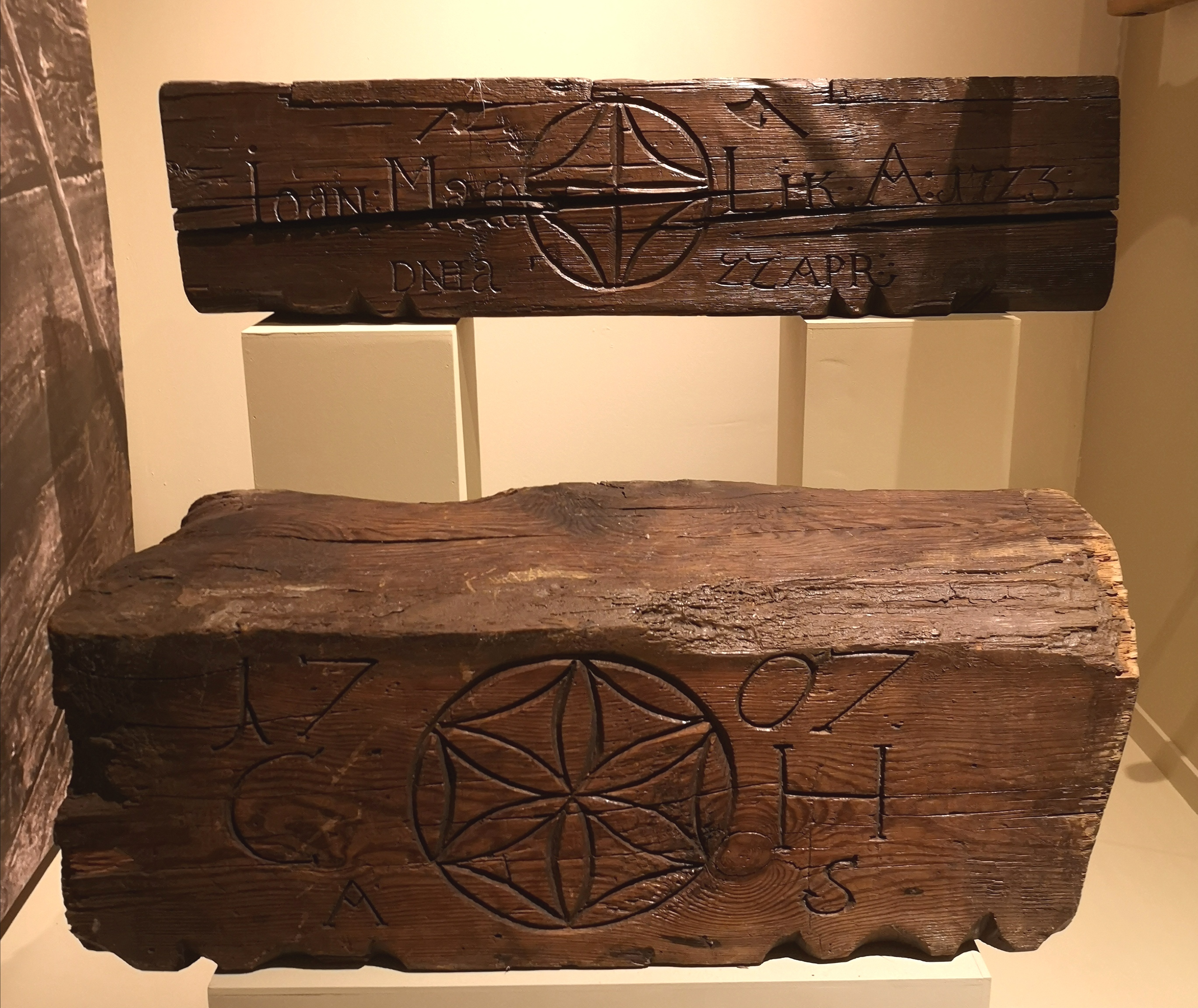
Inscripcions en bigues de fusta de les Beskides (Silèsia, segle xviii)
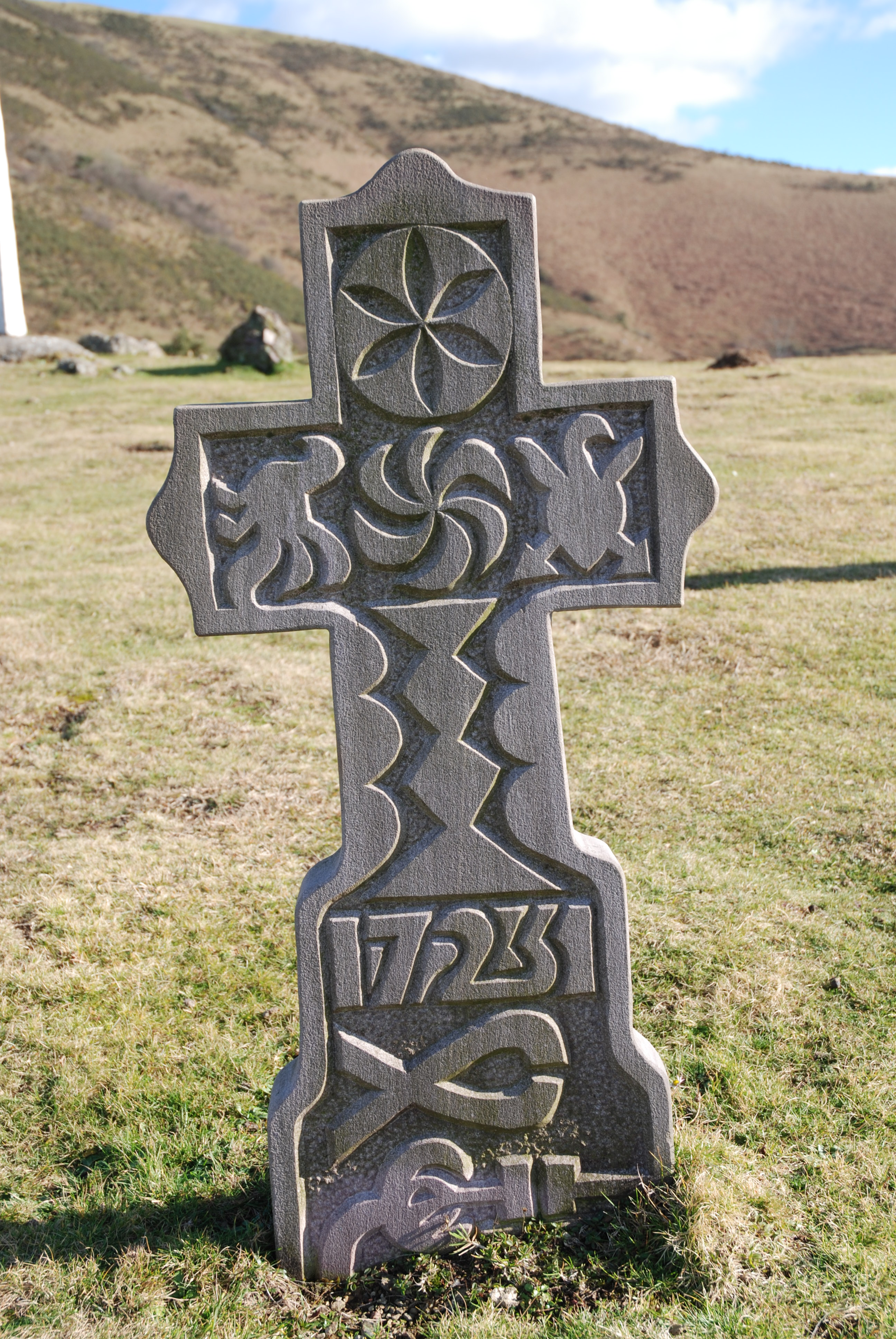
Estela funerària de 1723 a Ainhoa (País Basc francès)
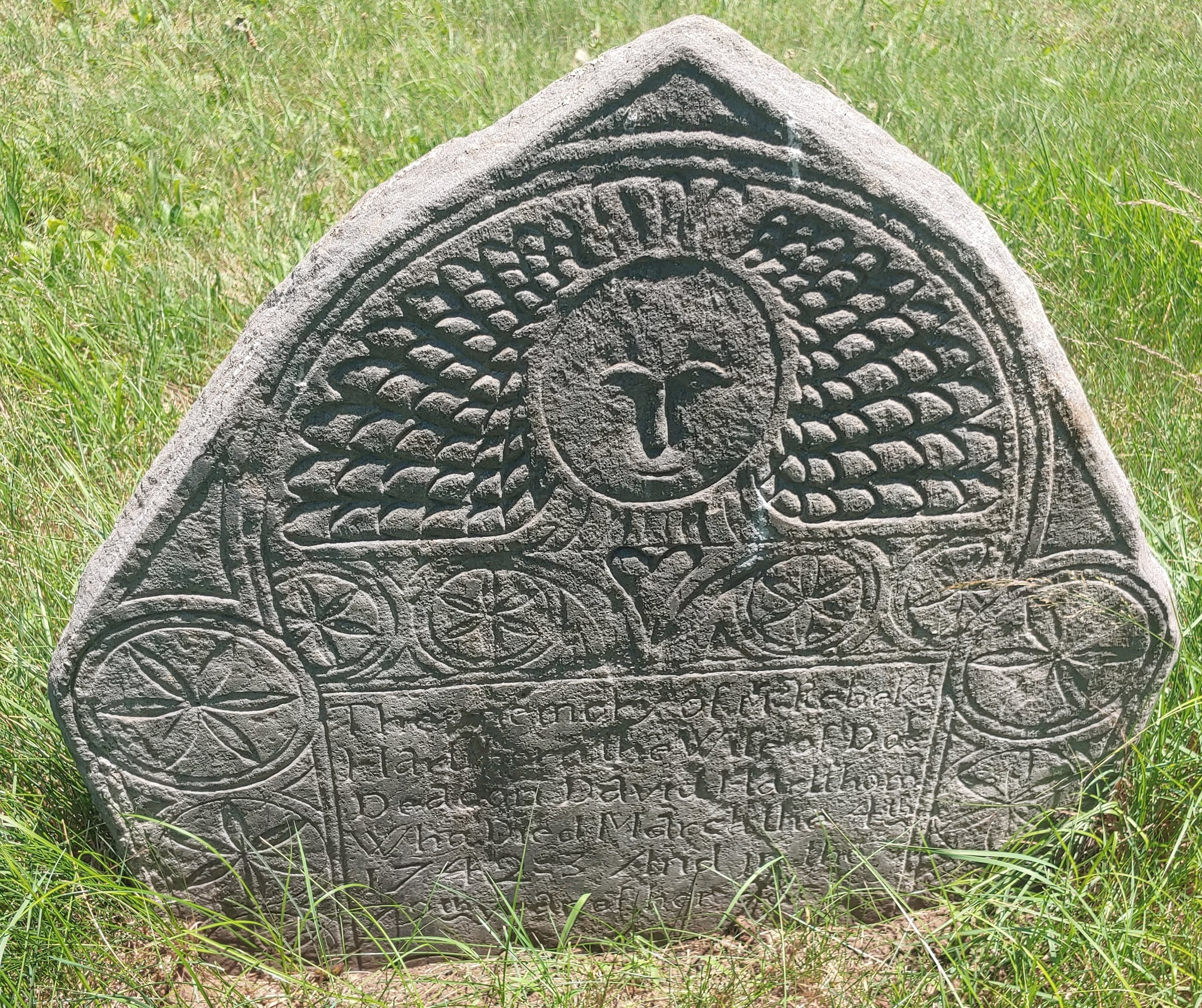
Làpida de 1742 al cementiri de Franklin (Connecticut, EUA)
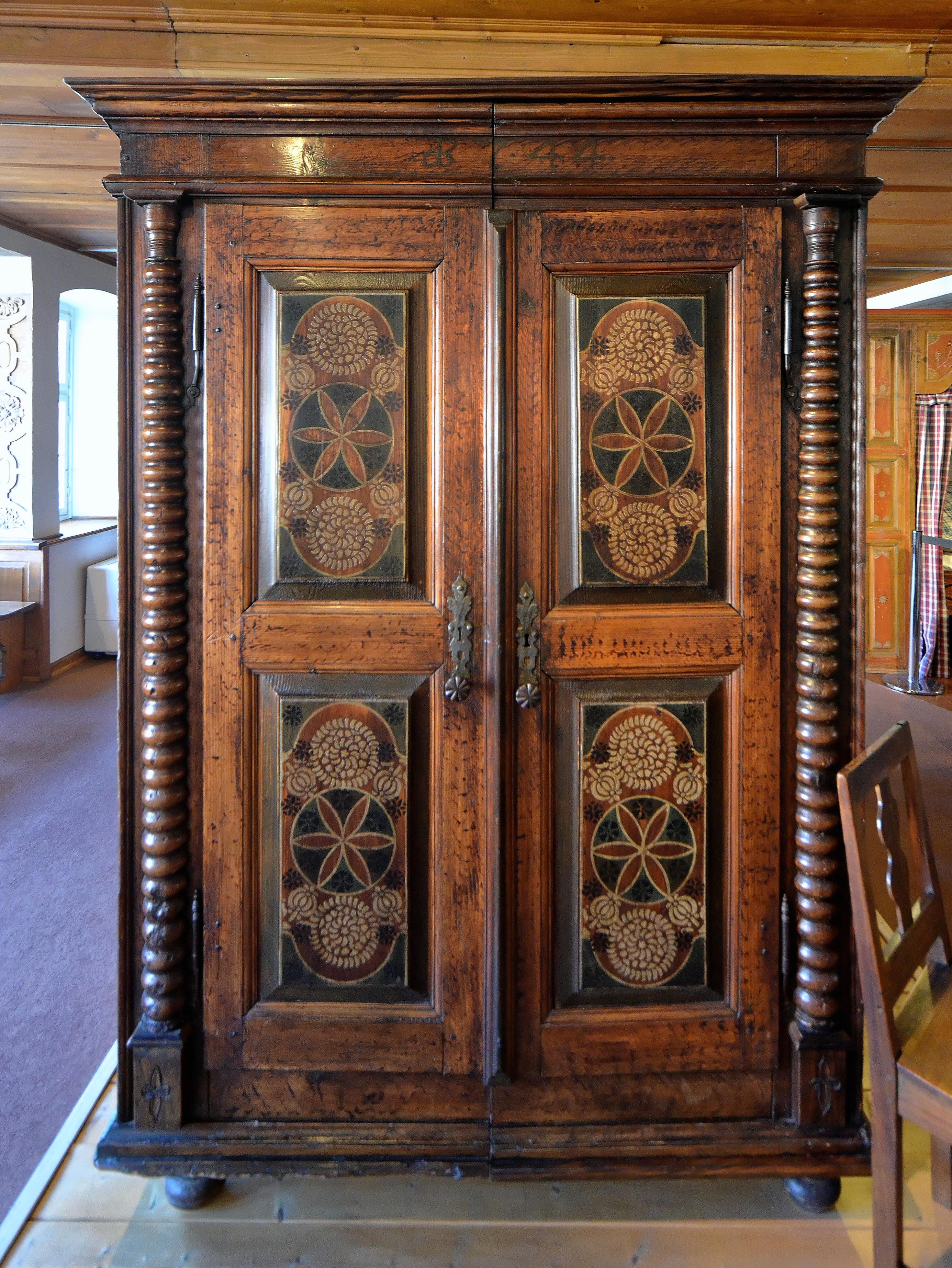
Armari de 1746 (Museu Alsacià d'Estrasburg)
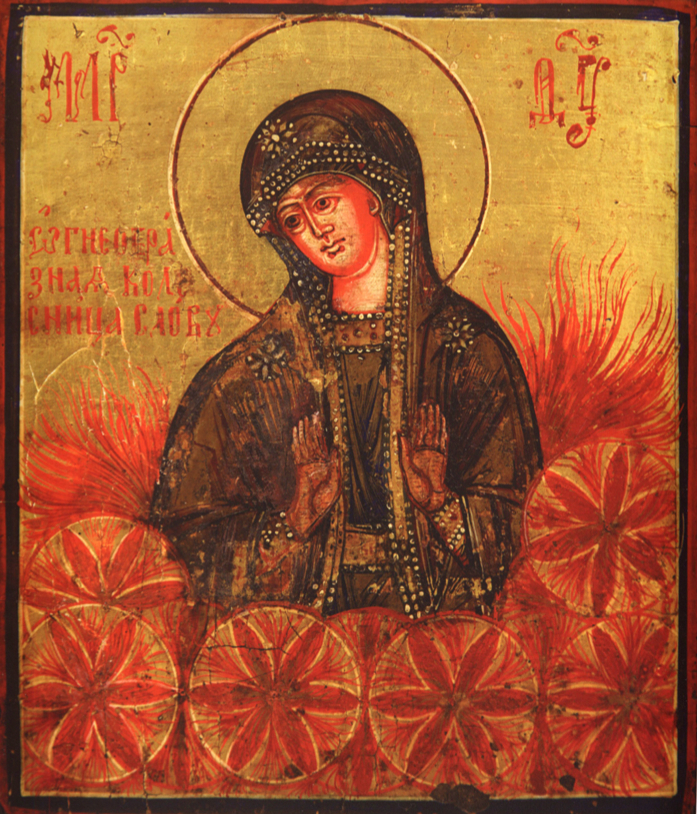
Icona de la Maria Ardent dels Vells creients, relacionada amb Perun, segle xix (Rússia)
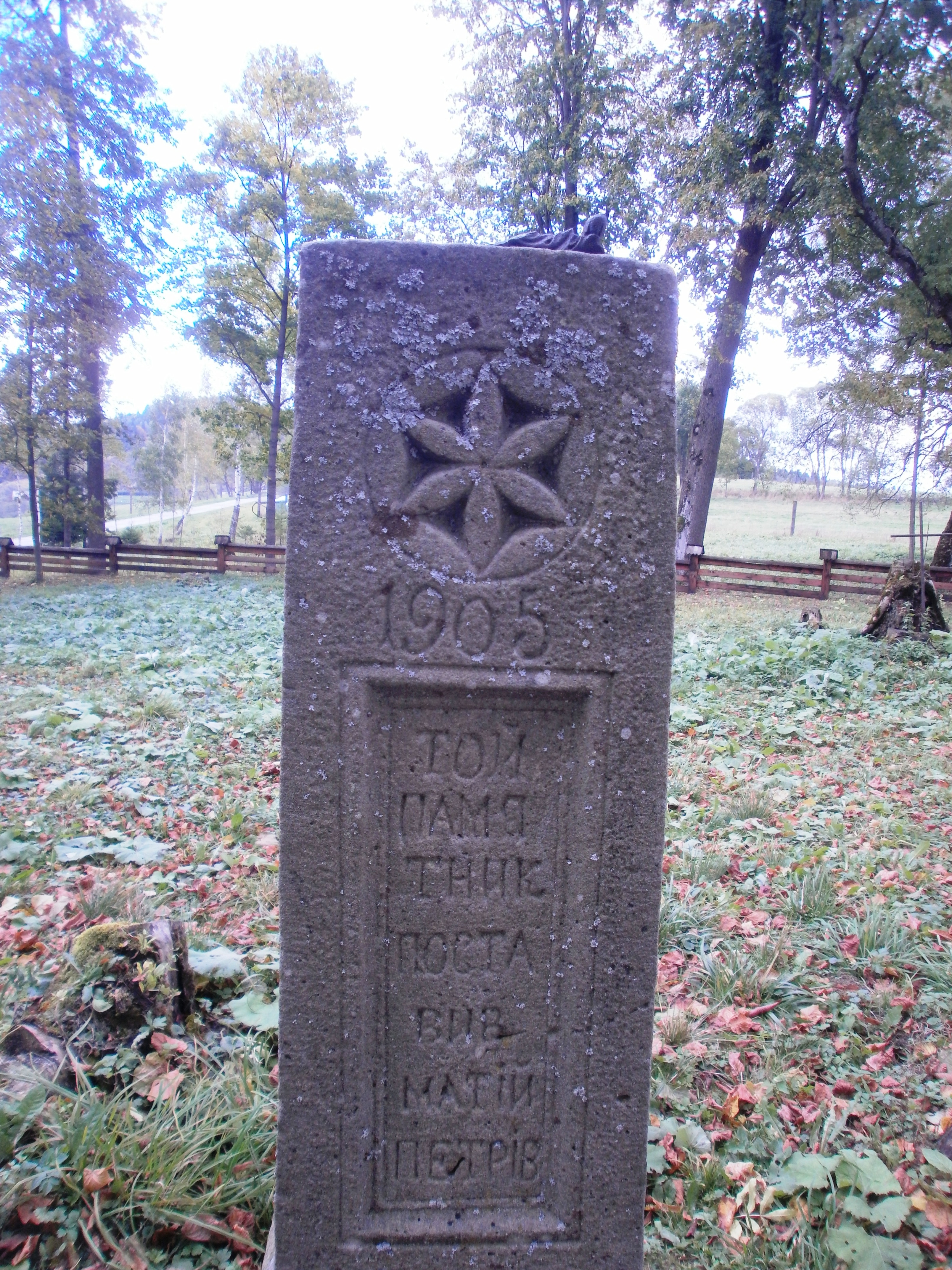
Tomba a l'església de Sant Miquel Arcàngel d'Smolnik (Voivodat de Subcarpàcia, Polònia)
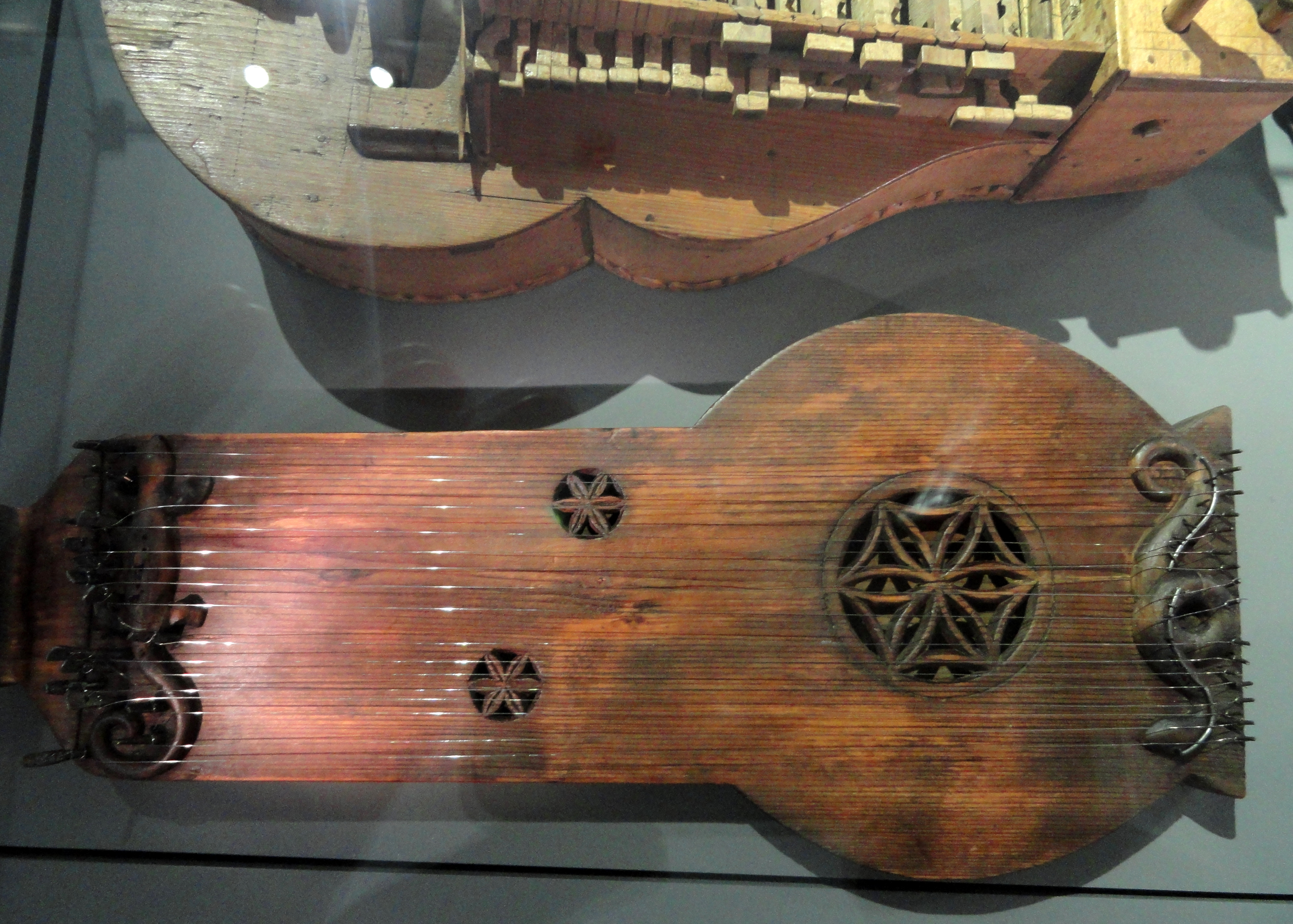
Instrument musical al Museu de Cultura Popular Tirolesa (Innsbruck, Àustria)
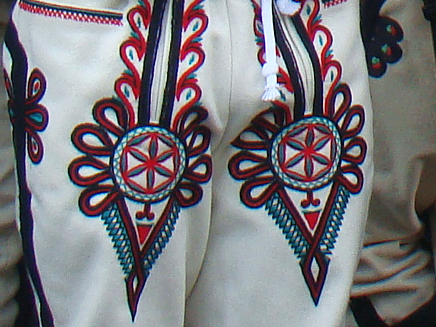
Vestit tradicional dels gòrals, grup ètnic muntanyenc de Polònia

## Presència als Països Catalans

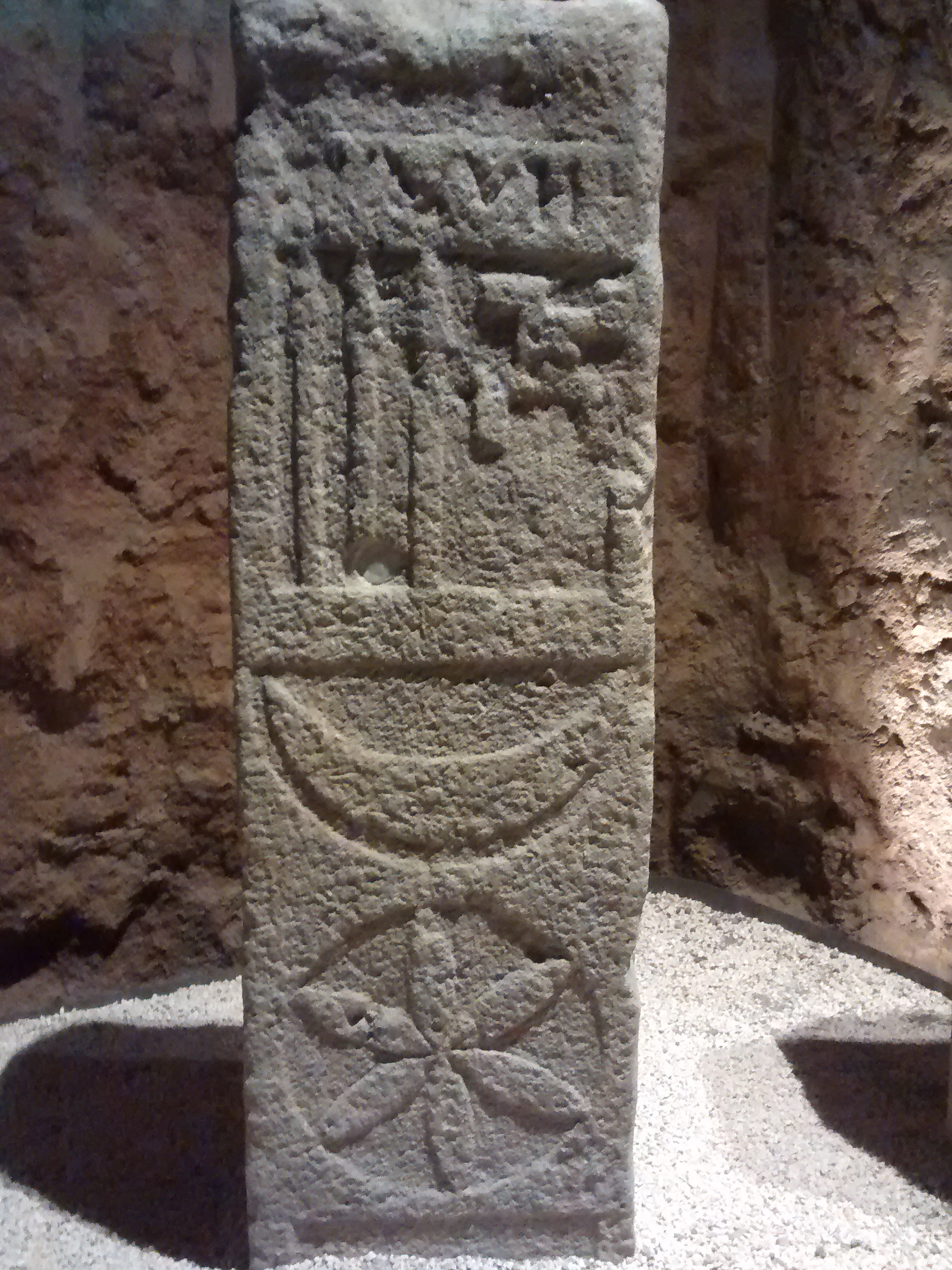
Estela ibèrica de Can Peixau (Museu de Badalona,).

A les terres de parla catalana hi ha constància de la presència de la sexafòlia des dels temps dels ibers. Un testimoni antic n'és l'estela ibèrica de Can Peixau de Badalona (c. 150-75 aC), ja d'època romana, en què la roseta de sis pètals apareix al costat d'altres símbols astrals com un creixent de lluna i una esvàstica, que s'han considerat en conjunt pervivències d'una religiositat indígena de caràcter rural i vinculada al culte a la natura i els astres. Aquesta estela és molt semblant a una altra de trobada l'any 1858 al Call de Barcelona, malauradament avui desapareguda.

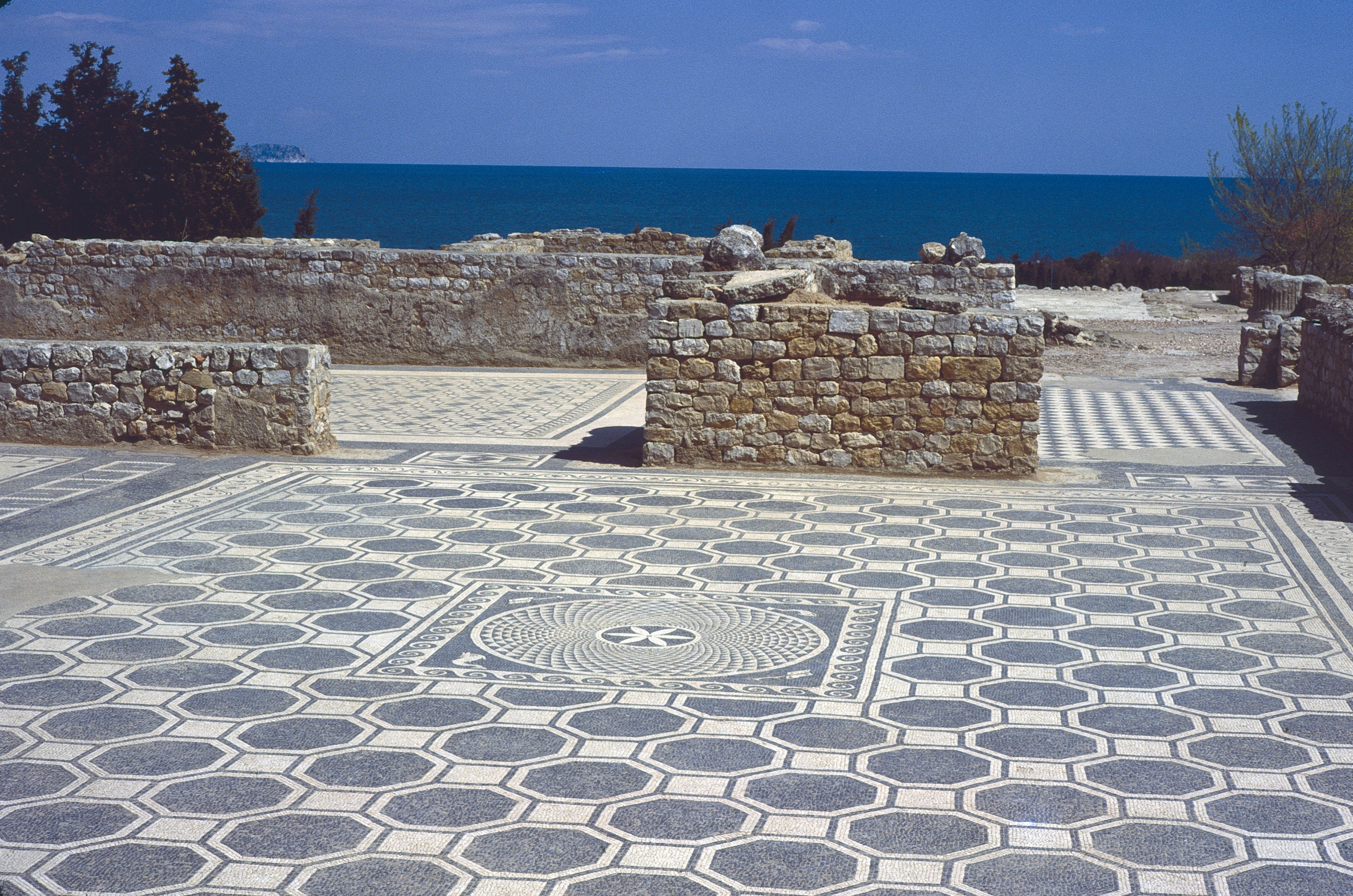
Mosaic bicrom de la Domus dels mosaics a Empúries.

La sexafòlia apareix també com a figura destacada al centre de diversos paviments de mosaic (opus tessellatum) situats a les domus senyorials de la ciutat romana d'Empúries, que va viure el seu moment d'esplendor entre la segona meitat del segle i aC i el segle ii. D'origen més tardà, al Museu Arqueològic d'Alacant s'hi conserva una estela visigòtica del segle vii guarnida amb una roseta i una creu.
En època preromànica i romànica, al conjunt de la península Ibèrica la presència de la sexafòlia s'ha documentat freqüentment a les àrees muntanyoses del Pirineu i de la serralada Cantàbrica, on és habitual trobar-la gravada a les llindes de portes i finestres de cases antigues. També apareix en esteles funeràries i en l'art popular pirinenc dels mobles de fusta, com ara caixes de núvia, salers i formatgeres tradicionals, o en collars de bestiar i altres estris de pastor.

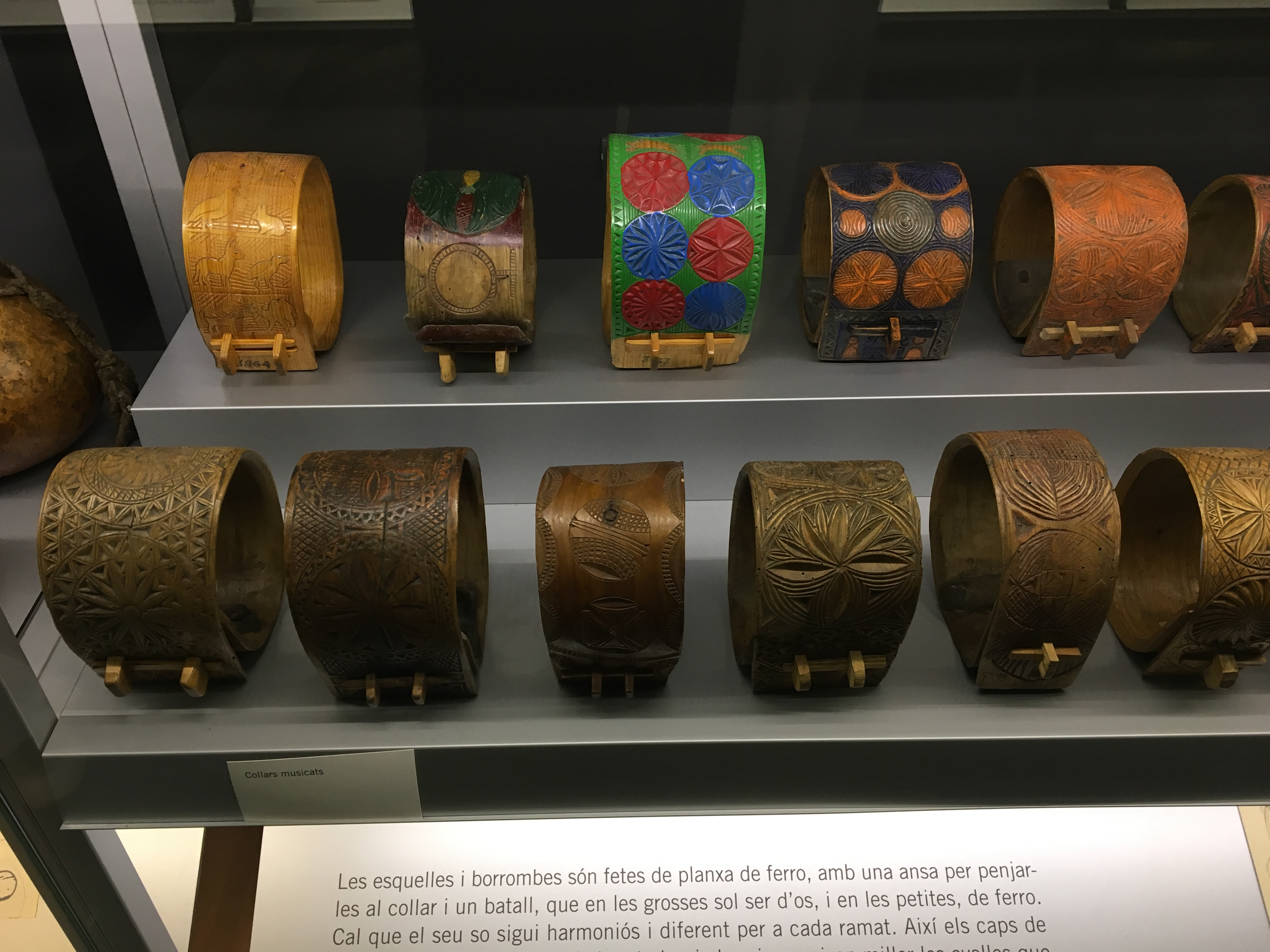
Collars musicats exposats al Museu Etnogràfic de Ripoll, alguns amb el motiu de la sexafòlia (fila superior).

Figura en l'ornamentació de nombroses ermites romàniques pirinenques, per exemple a les portalades de Sant Joan d'Isil, Sant Llorenç d'Isavarre, Sant Lliser d'Alós i Sant Martí de Borén (Alt Àneu) o a la volta del comunidor de Santa Eulàlia d'Encamp (Andorra), però també es pot trobar en zones més allunyades de l'alta muntanya com al claustre del Monestir de Santa Maria de Bellpuig de les Avellanes (Noguera), a les finestres del Santuari dels Arcs de Santa Pau (Garrotxa) o a la dovella central de l'església romànica de Sant Mateu de Miramar a Figuerola del Camp (Alt Camp). Al museu del monestir de Santa Maria de l'Estany (Moianès) s'hi conserva fins i tot una pica d'aigua beneita amb una sexafòlia tallada al fons.

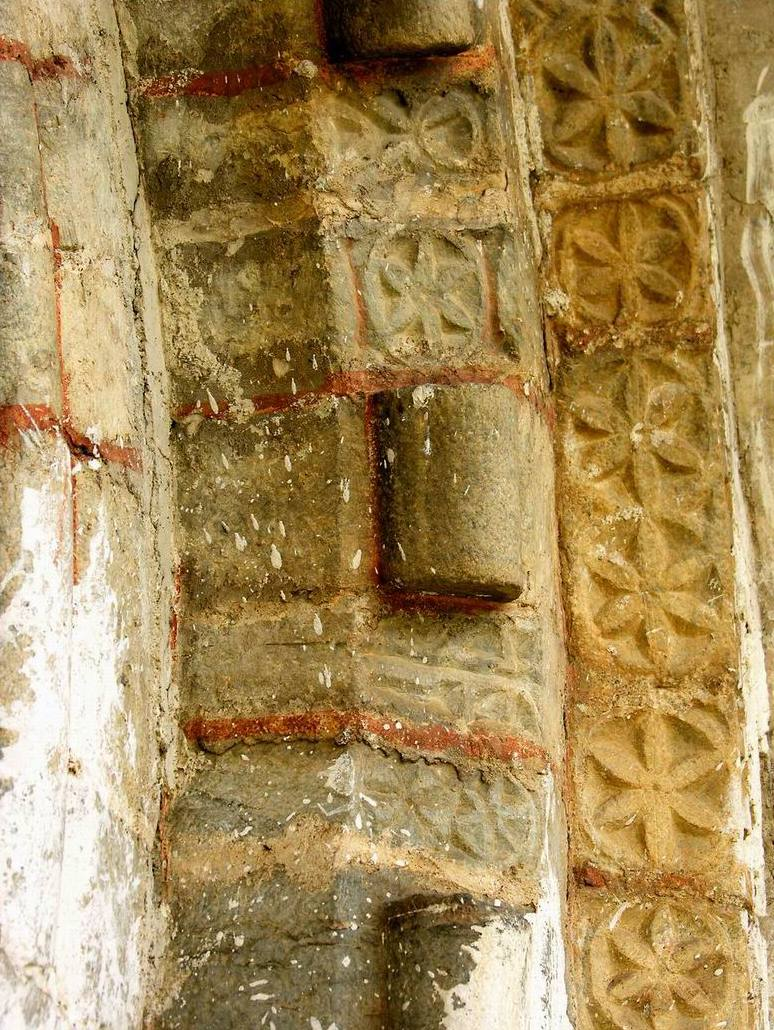
Detall de la portalada de Sant Llorenç d'Isavarre.

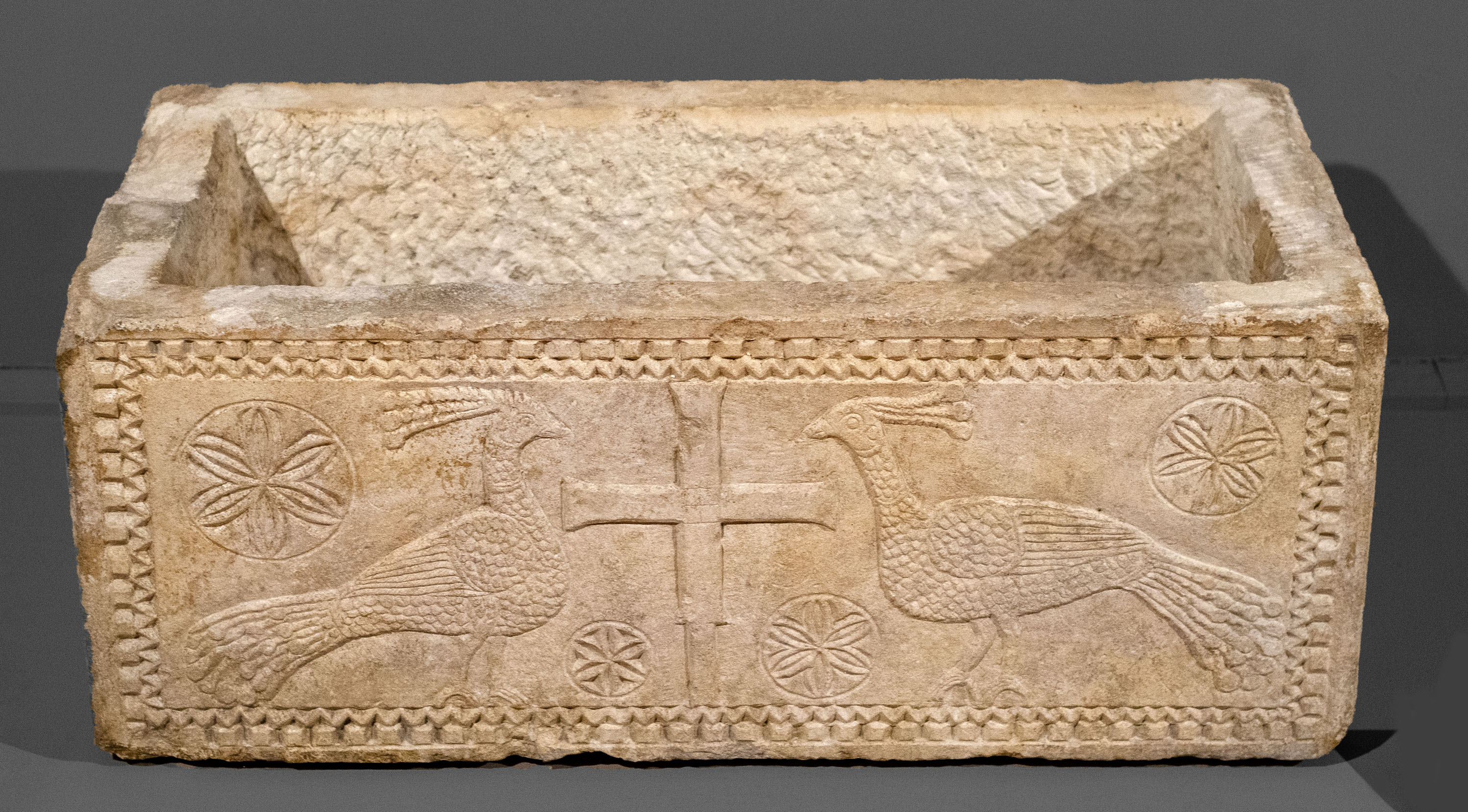
Sepulcre al monestir de Sant Pere de Casserres.

És un símbol especialment abundant —i fins i tot considerat paradigmàtic— a les esteles discoïdals d'arreu de Catalunya: se n'han registrat als inventaris realitzats a les comarques de les Garrigues, el Pla d'Urgell, la Segarra, el Priorat i el Baix Camp.

### Galeria d'imatges

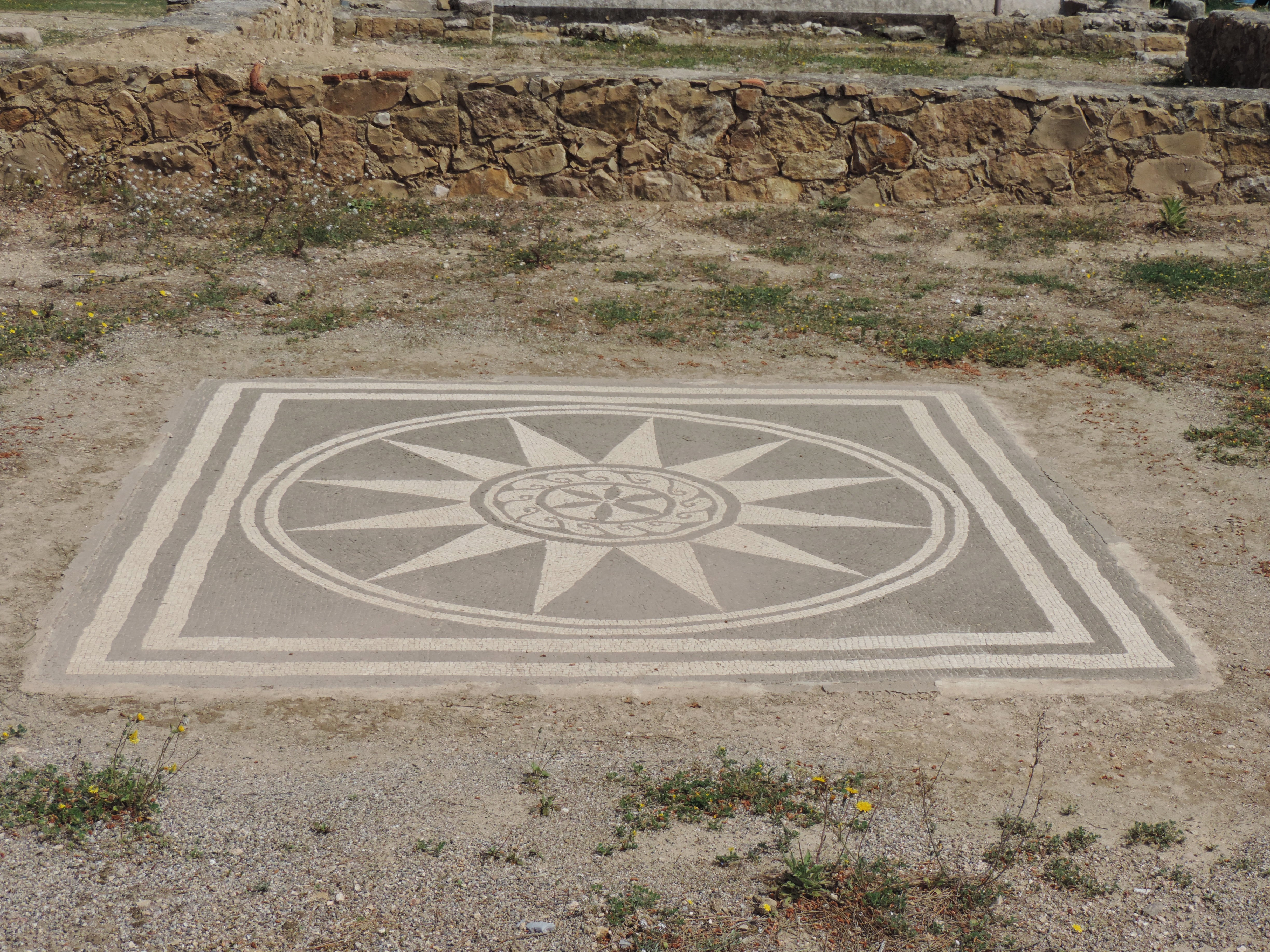
Mosaic a la ciutat romana d'Empúries (segle i aC)
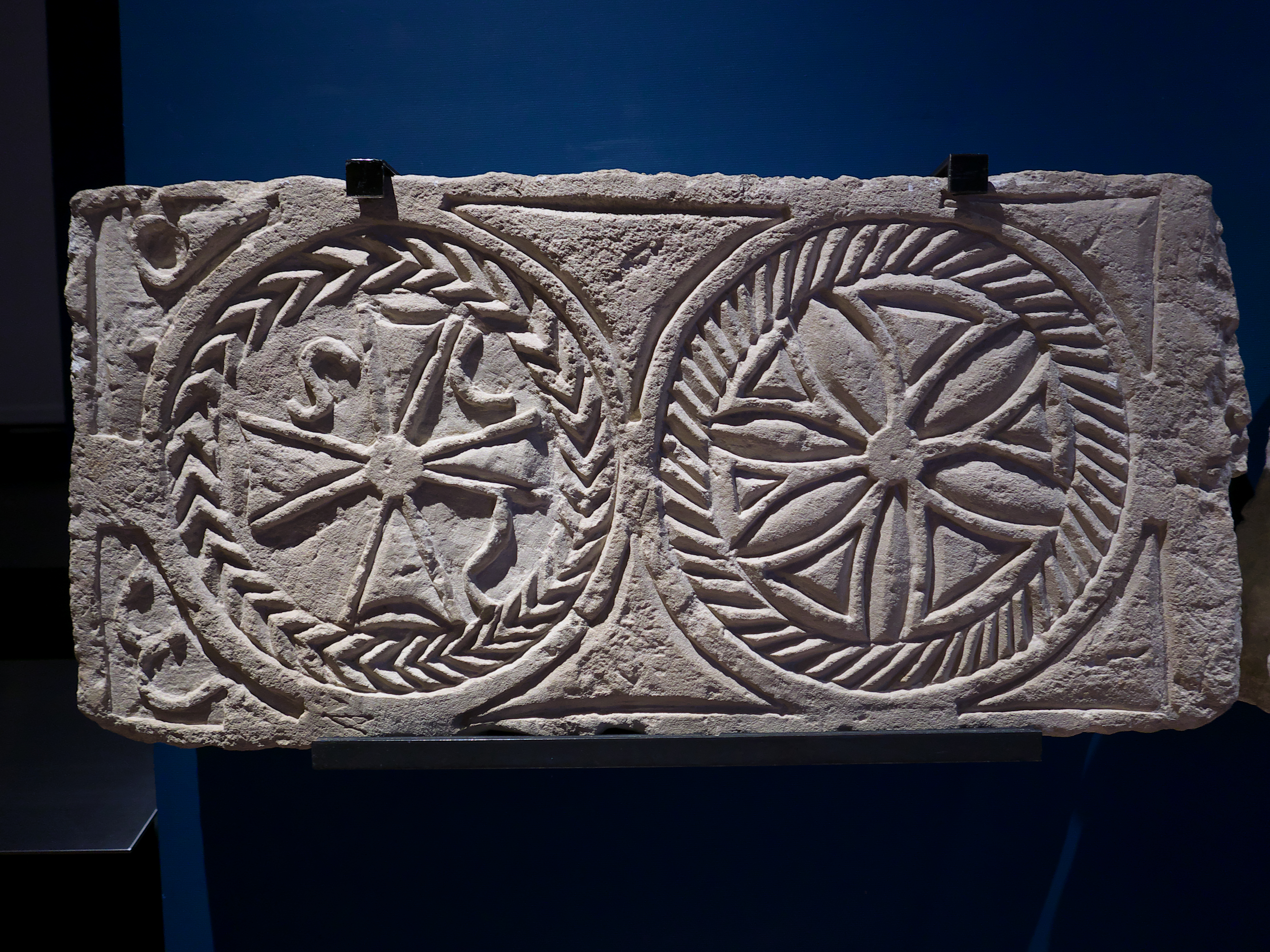
Estela visigòtica trobada a l'Albufereta d'Alacant (segle vii)
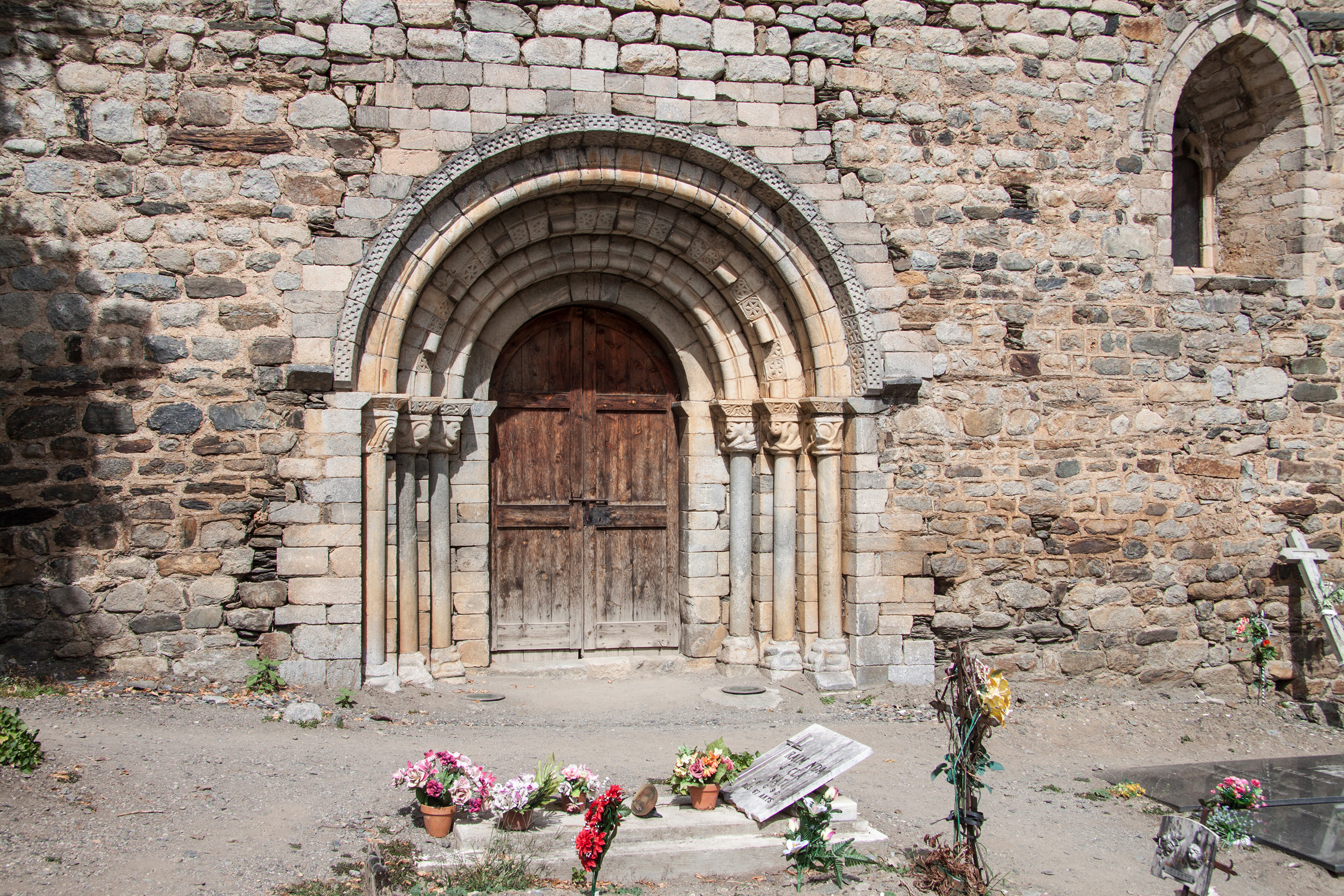
Portalada de Sant Joan d'Isil (segle xi)
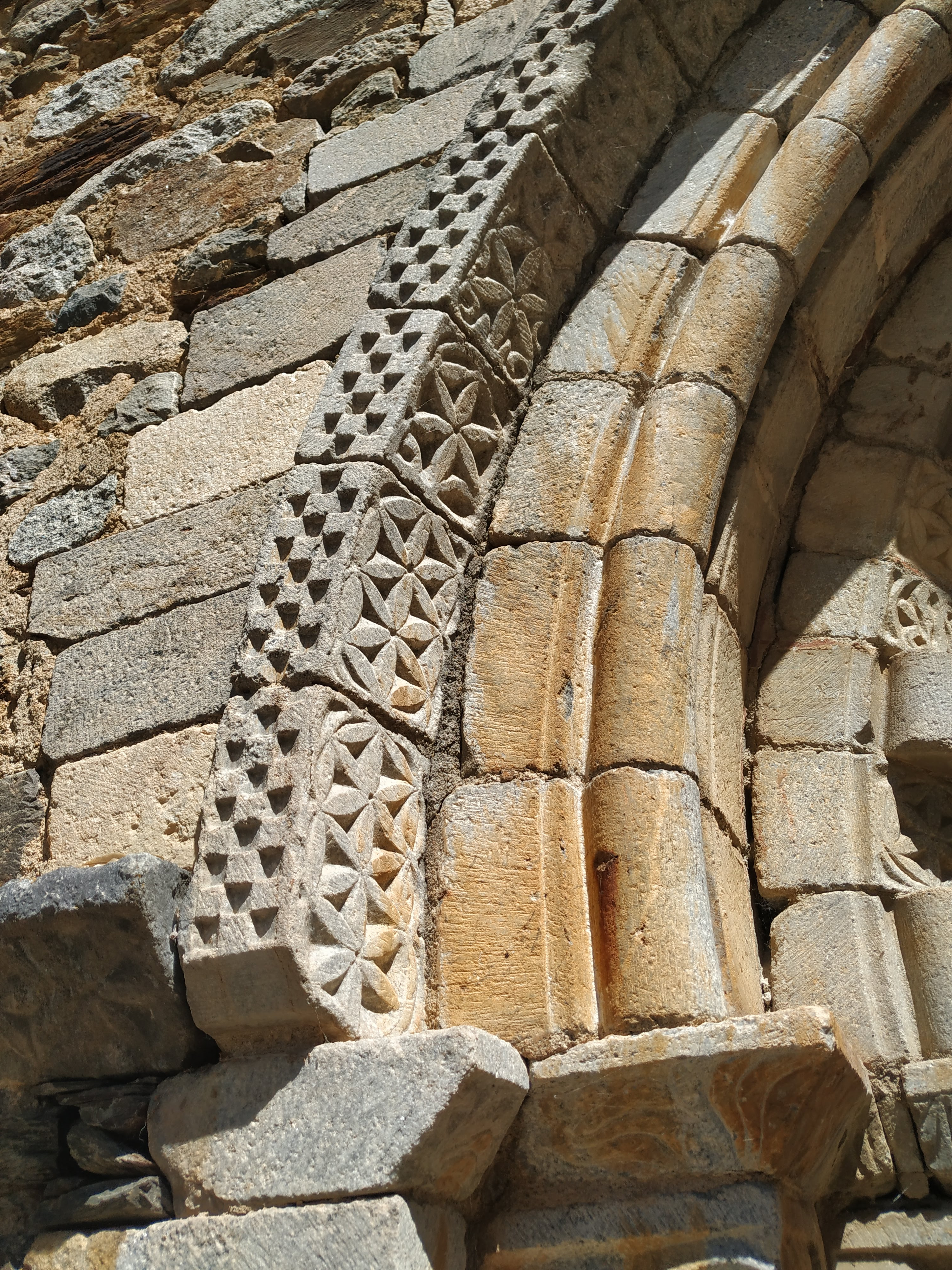
Detall de la portalada de Sant Joan d'Isil (segle xi)
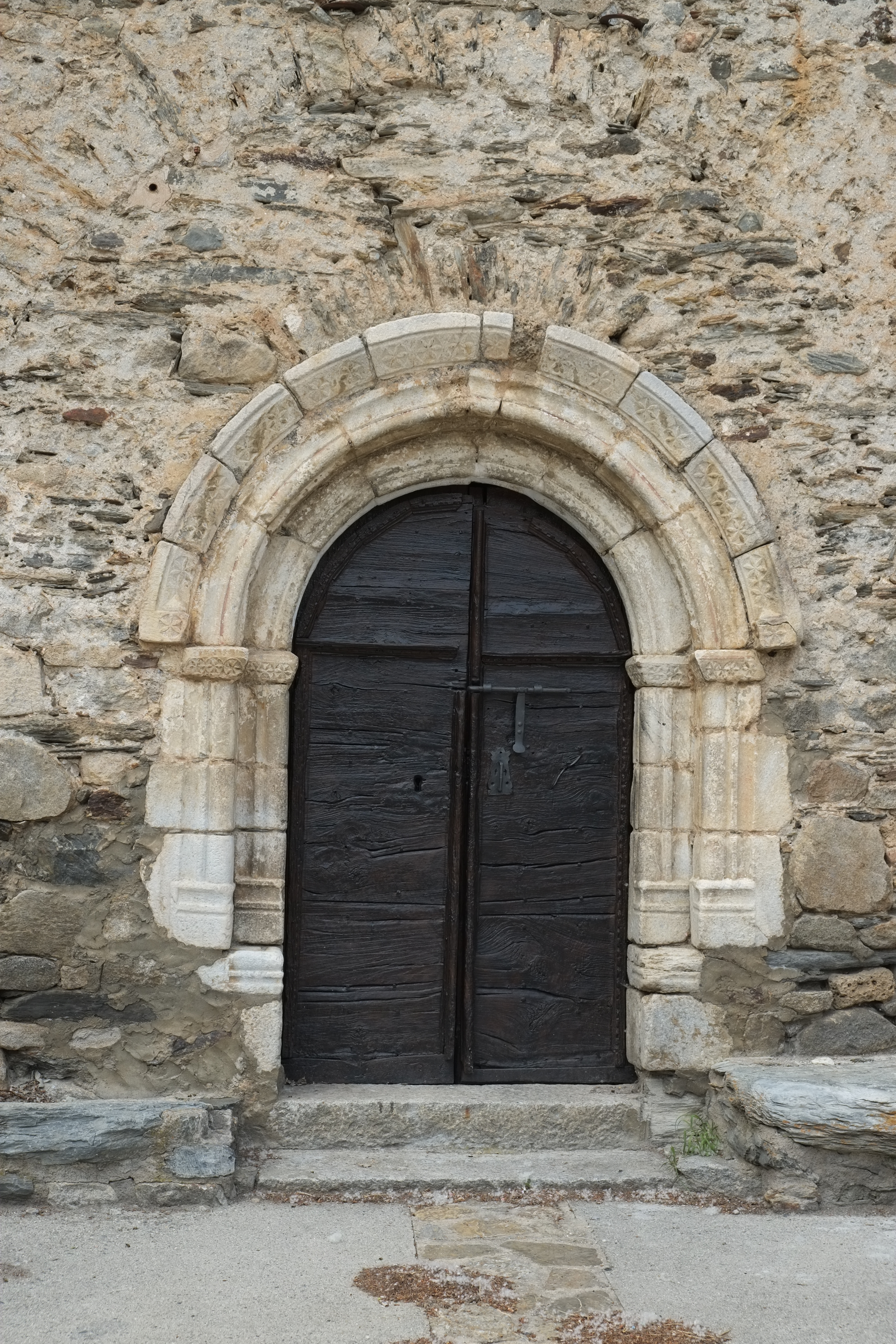
Portalada de Sant Martí de Borén (segle xi)
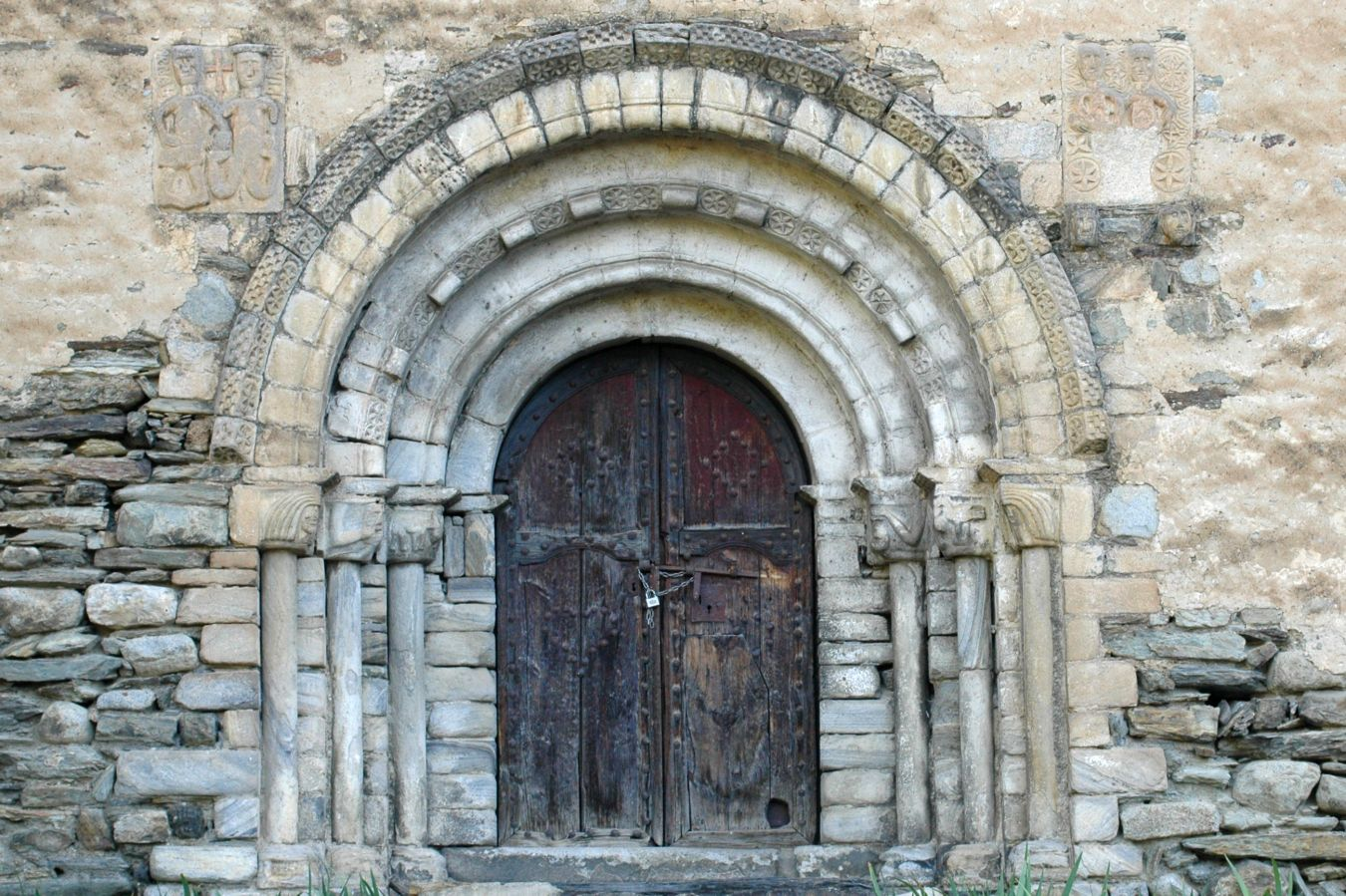
Portalada de Sant Lliser d'Alós (segle xii)
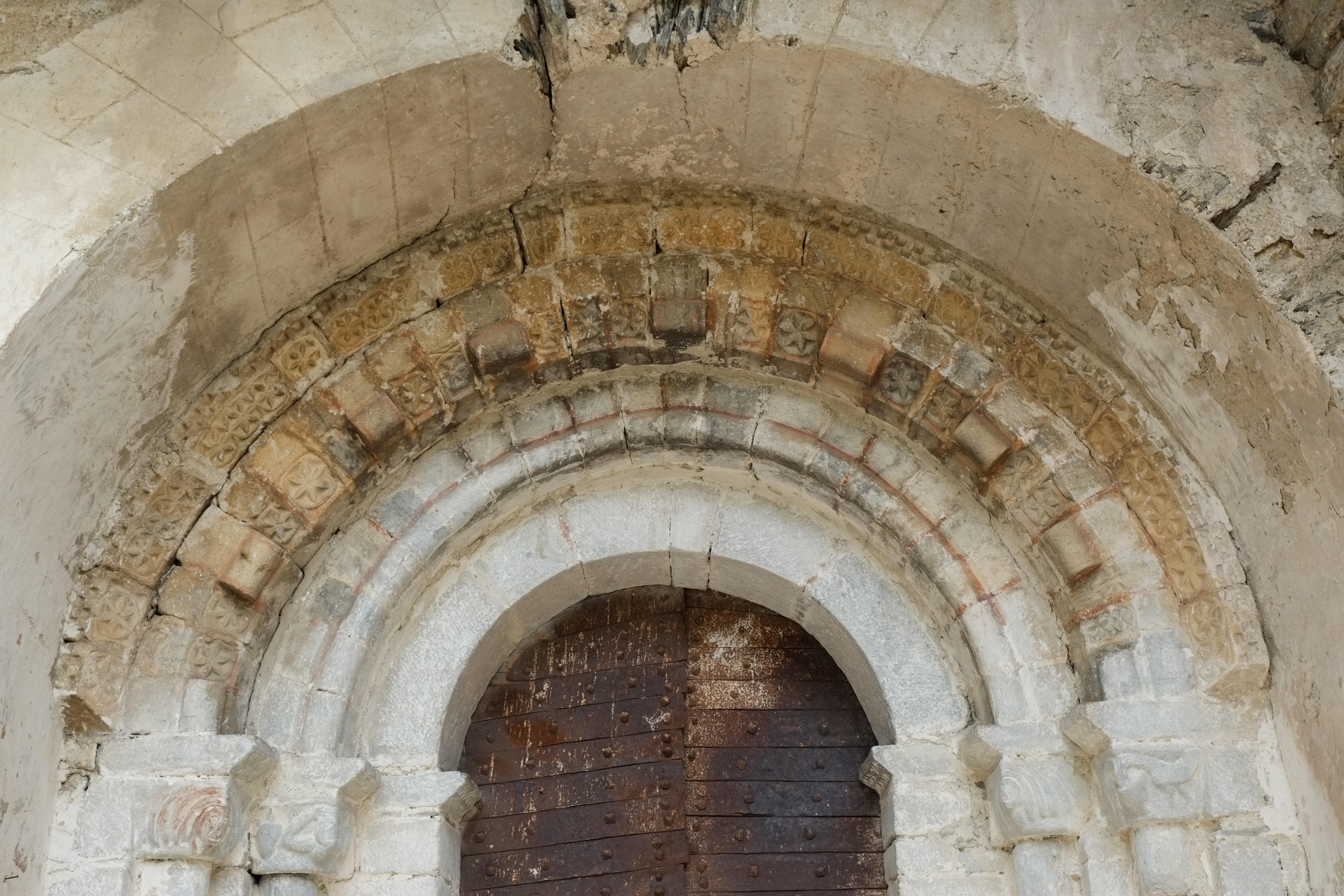
Portalada de Sant Llorenç d'Isavarre (segle xii)
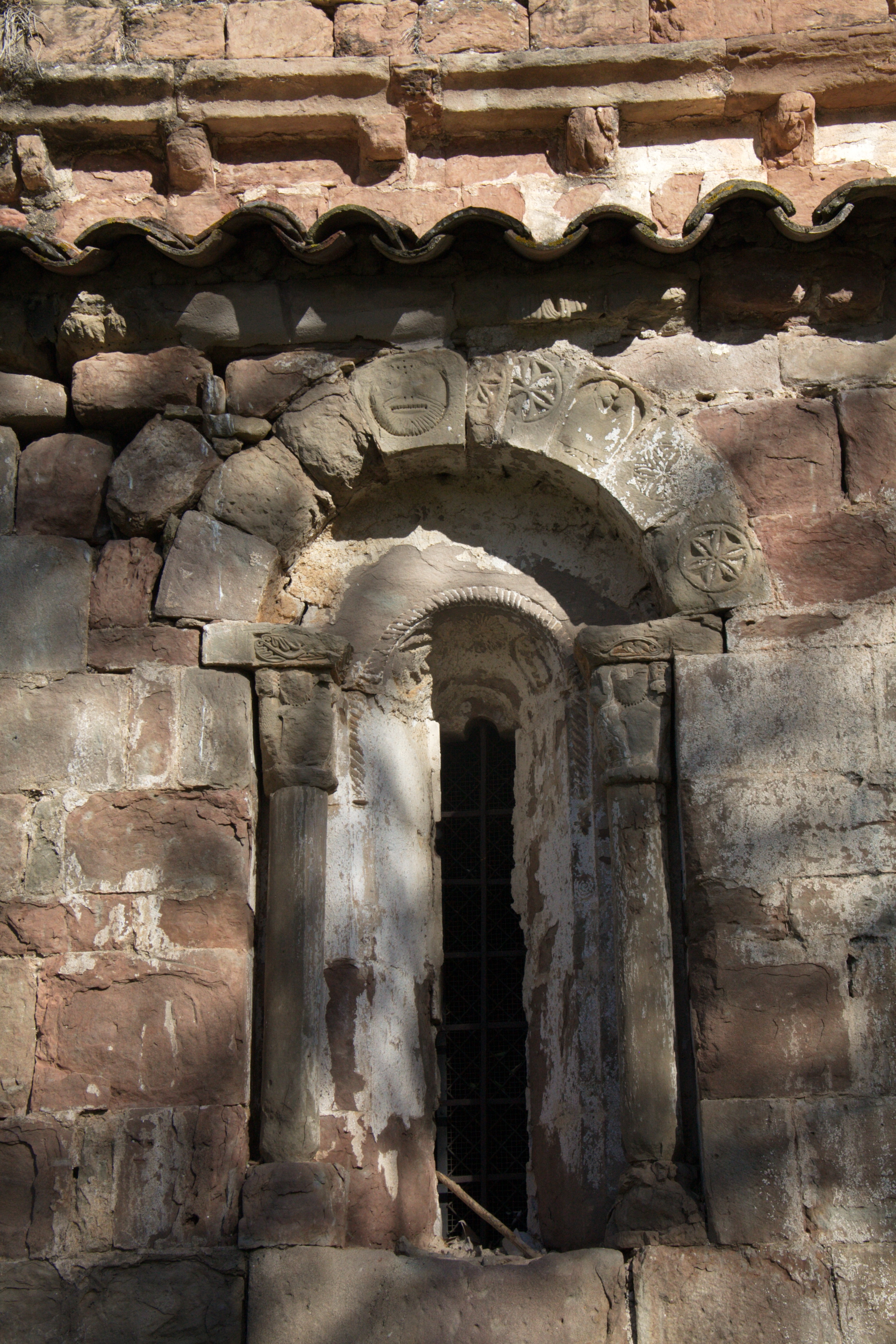
Finestra del Santuari dels Arcs (segle xvii)
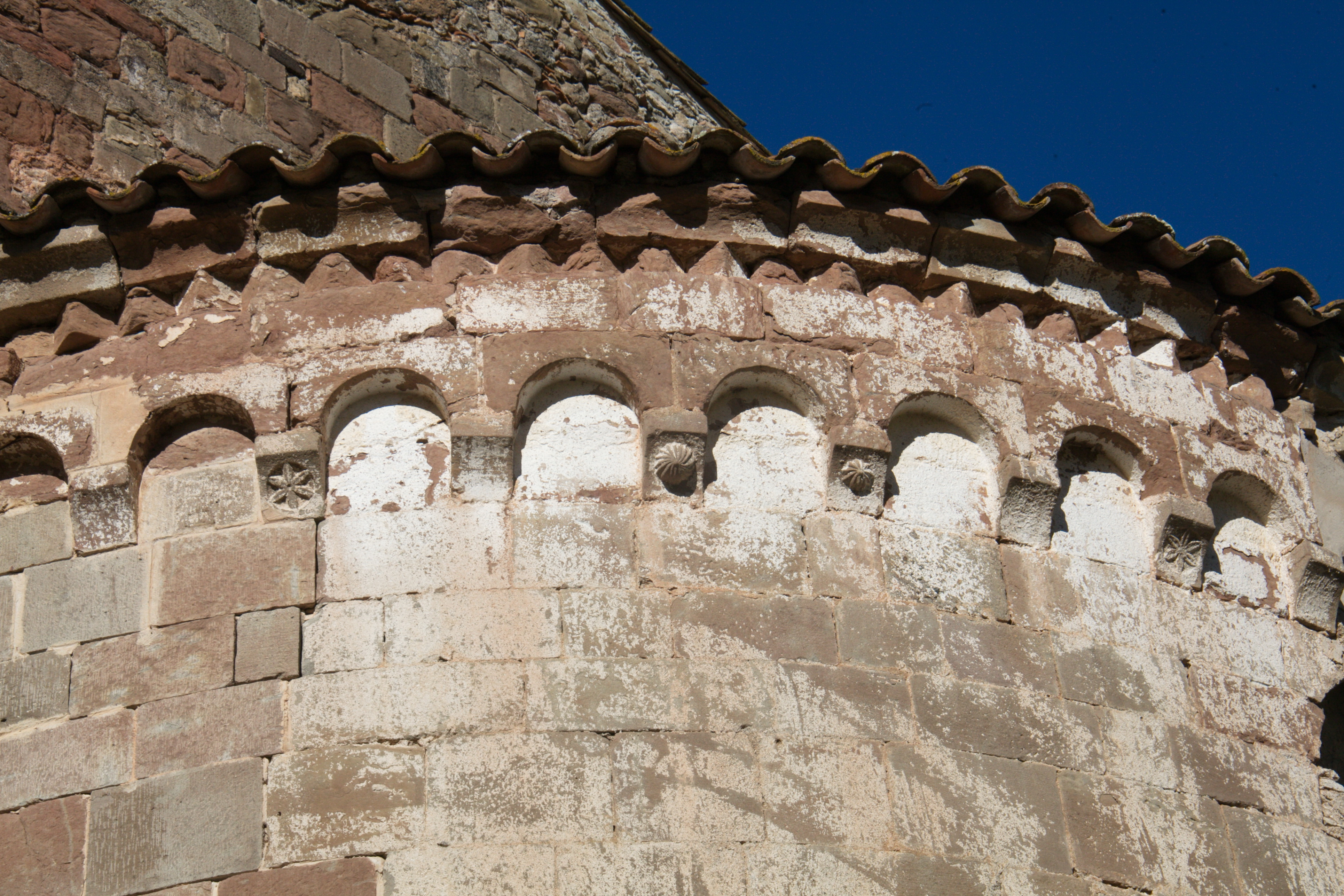
Exterior de l'absis del Santuari dels Arcs (segle xvii)
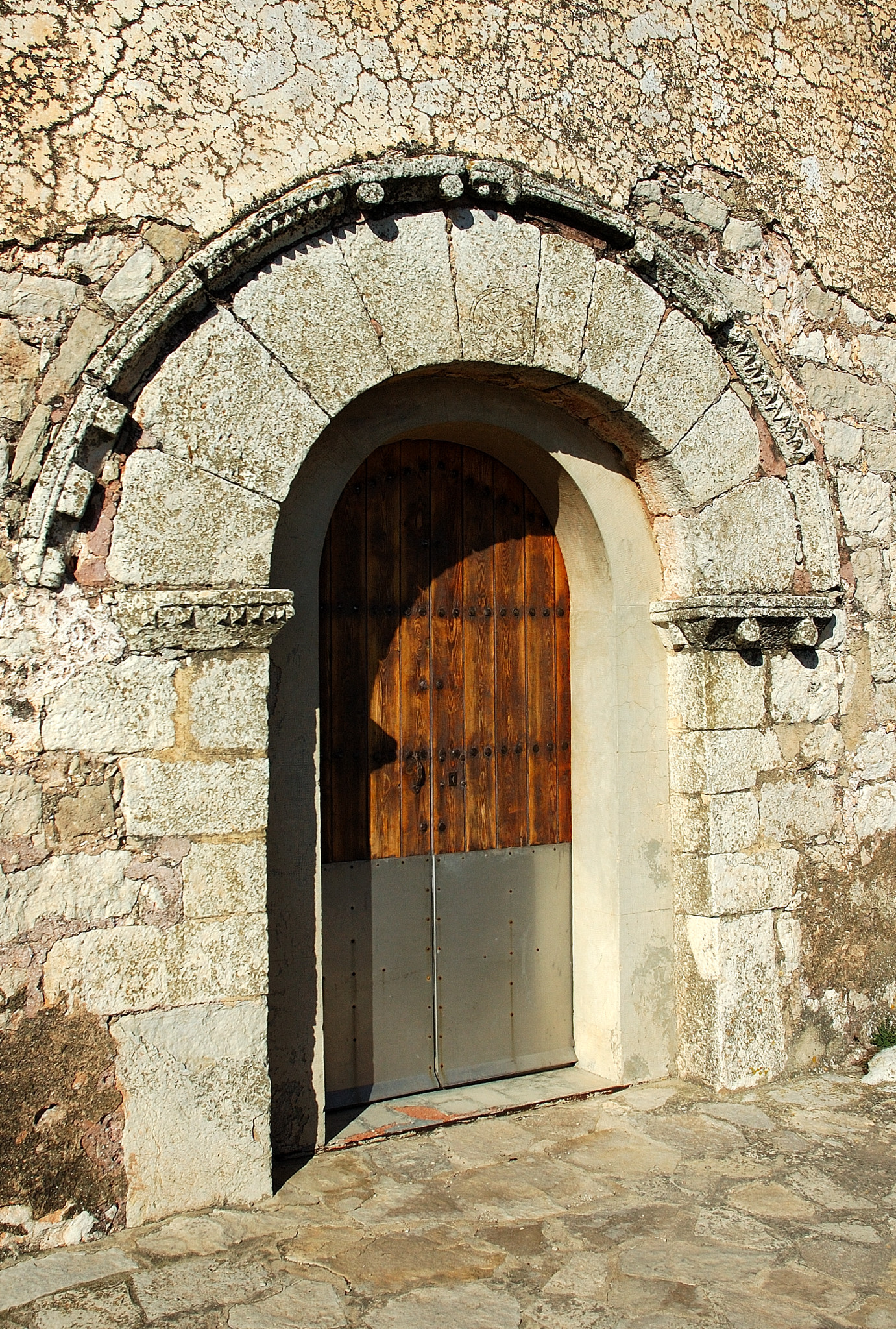
Portalada de Sant Mateu de Miramar (segle xii)
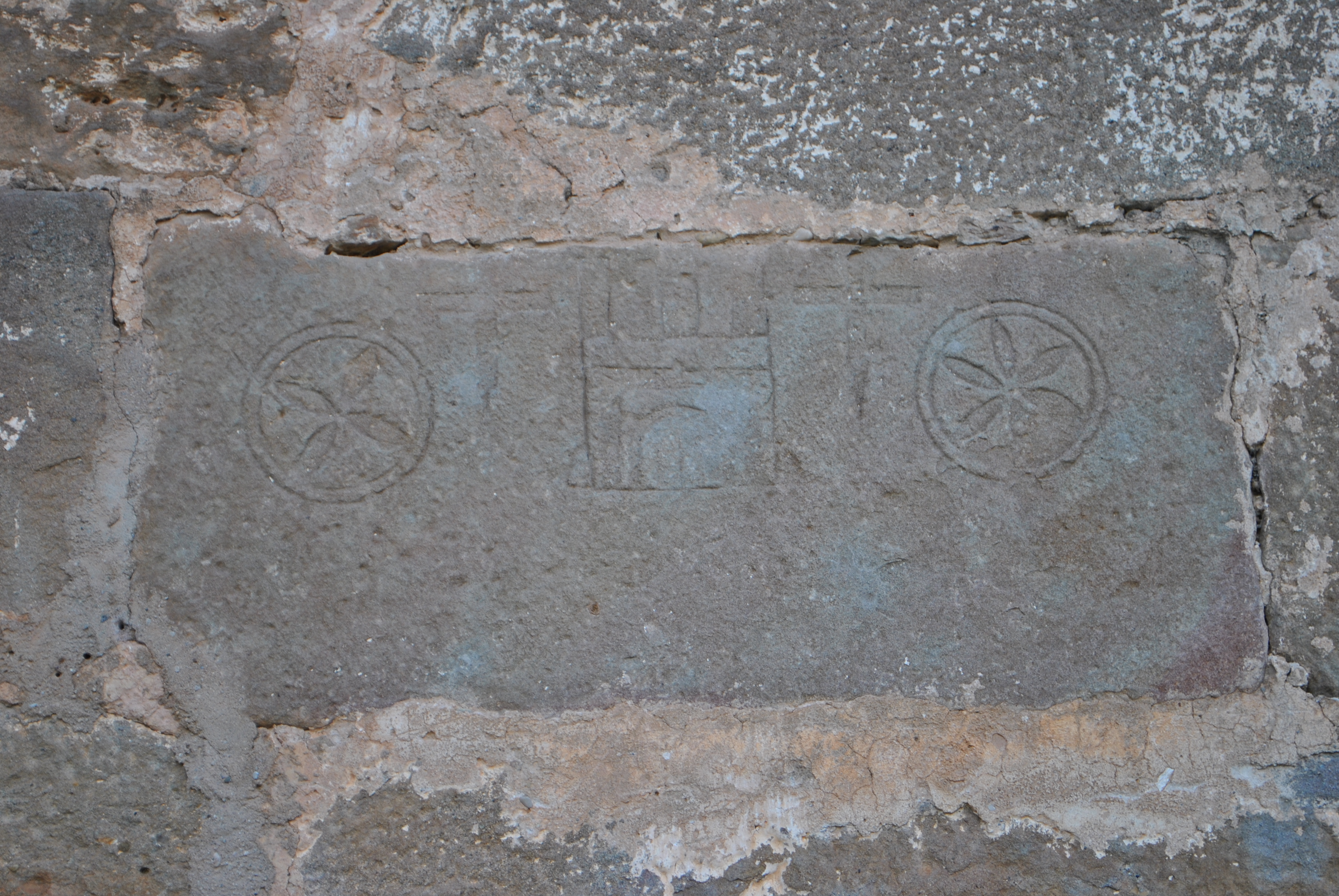
Sarcòfag visible a la paret de la rectoria de Sant Esteve d'Olius

## Ús modern
La sexafòlia continua utilitzant-se àmpliament en l'actualitat en el folklore i l'art popular d'arreu d'Europa, i la seva importància i significació simbòlica s'ha reinterpretat des de noves perspectives pròpies del món contemporani.

### Emblema de Parcs Naturals
L'any 2003 el Parc Natural de l'Alt Pirineu va incloure la roseta de sis pètals al seu logotip a instàncies de l'Ecomuseu de les Valls d'Àneu. Aquest gest ha estat considerat per l'associació EUROPARC–España com un exemple de bones pràctiques, per tal com aquest símbol integra valors naturals, culturals i espirituals del territori pirinenc.

D'altra banda, el Parc Natural Regional del Cairàs, al departament francès dels Alts Alps, també l'utilitza com a emblema de l'espai natural.

Logotip del Parc Natural de l'Alt Pirineu (Catalunya).
Logotip del Parc Natural Regional del Cairàs (Occitània).

### Sol dels Alps

Bandera de la Padània basada en el Sol dels Alps utilitzada per la Lliga Nord italiana.

A la regió dels Alps italians i en general a la vall del Po és un símbol molt abundant en la iconografia popular, conegut com a Sol o Flor dels Alps (Sole o Fiore delle Alpi), que pot trobar-se en edificis i productes artesans de tota mena. Apareix també a l'escut d'armes de la província de Lecco de la regió de la Llombardia.

Des de la dècada del 1990 els nacionalistes d'extrema dreta de la Lliga Nord italiana n'han adoptat una versió verda-i-blanca com a emblema i bandera de la Padània, la proposta secessionista de les regions del nord respecte de la resta d'Itàlia, connotant la sexafòlia d'una càrrega política polèmica. A més del seu simbolisme tradicional, s'han volgut resignificar les sis puntes de la figura com a representació dels sis grups ètnics de la regió: gal·loitàlics, vènets, tirolesos, furlans, ladins i arpitans.

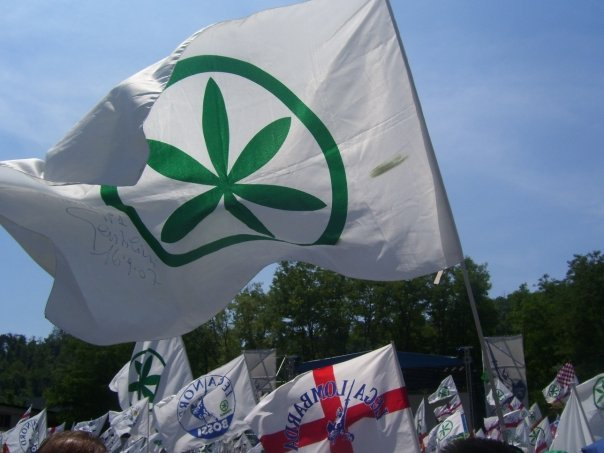
Bandera de la Padània en una manifestació.
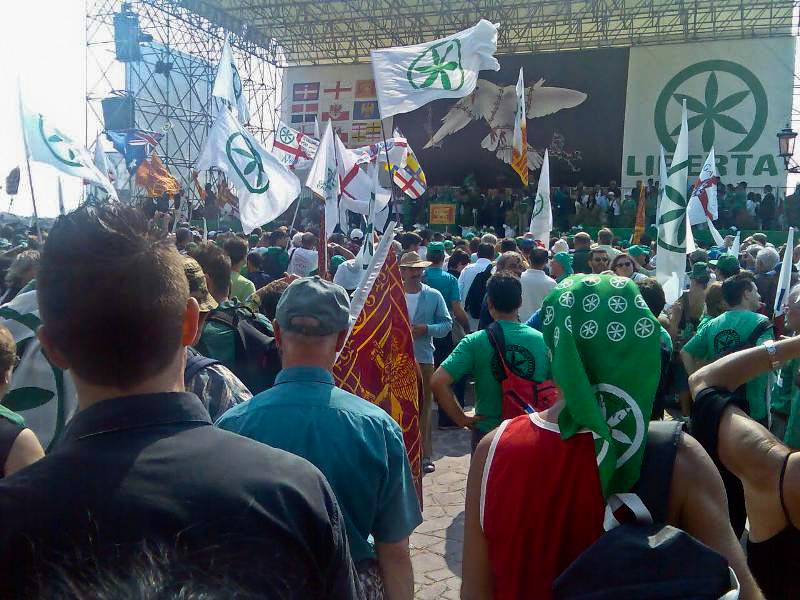
Trobada de militants de la Lliga Nord a Venècia.
Escut de la província de Lecco (Itàlia).

### Símbol nacional d'Arpitània

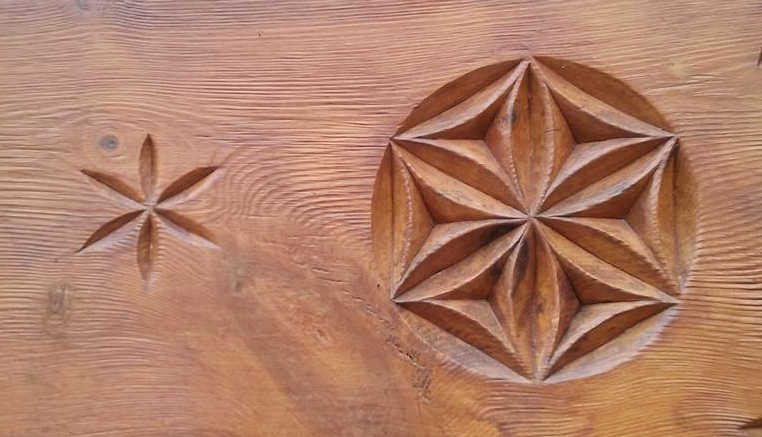
Artesania tradicional arpitana.

Per la seva banda, el moviment nacional i cultural arpità ha fet també de la sexafòlia (anomenada en llengua arpitana lo rouson) el seu símbol més identificatiu, emplaçant-lo com a element principal de la bandera que s'ha proposat per a representar el conjunt d'Arpitània, impulsada per l'entitat Aliança Cultural Arpitana, amb seu a Lausana (Suïssa).

La minoria arpitana del Piemont utilitza des de la dècada del 1980 una bandera similar, constituïda també per la sexafòlia i dues franges blanca i vermella.

Bandera proposada d'Arpitània.
Bandera de la minoria arpitana del Piemont.
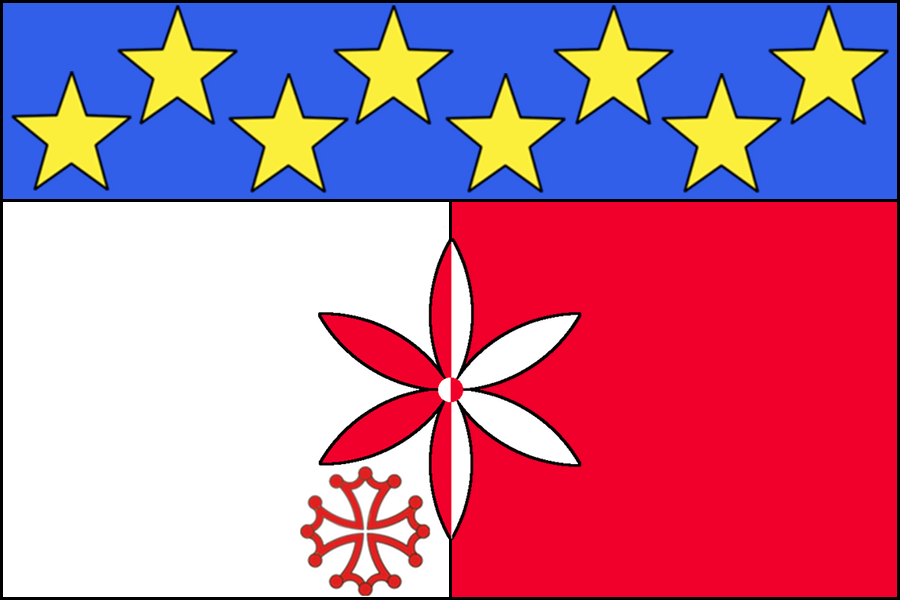
Proposta de bandera alternativa per a la regió francesa de Roine-Alps.

### Neopaganisme

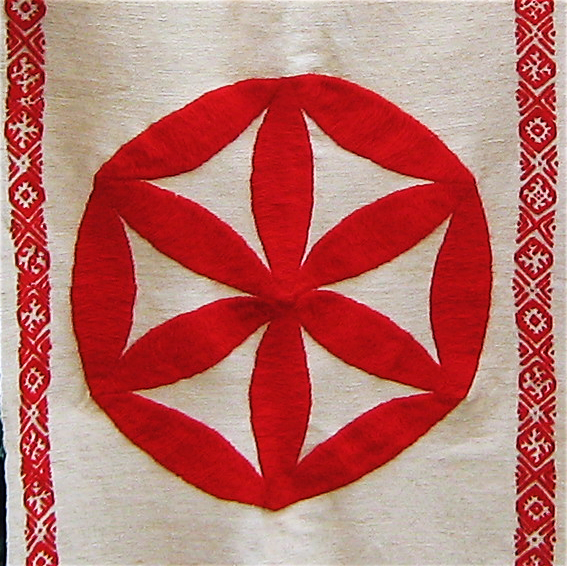
Domàs de l'organització neopagana Unió dels Rodistes Croats.

Pel seu caràcter ancestral, la sexafòlia s'ha relacionat amb diversos moviments religiosos neopagans tals com el Rodisme o Fe Nadiua Eslava, basada en la mitologia eslava i que recupera l'associació de la roseta de sis pètals amb el déu del tro Perun o amb el déu suprem Rod.

D'altra banda, el Congrés Europeu de Religions Ètniques (ECER), una organització internacional amb seu a Vílnius que aplega nombroses associacions nacionals de cultes pre-cristians i neopagans, també utilitza la sexafòlia al seu emblema.

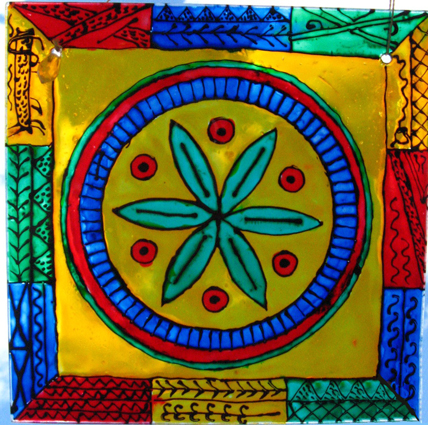
Kołomir, símbol dels cicles de la vida i del flux del temps de l'Església Nadiua Polonesa.
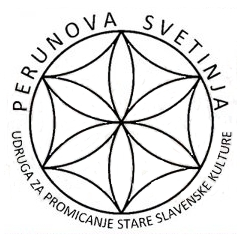
Emblema de l'associació Perunova Svetinja (Croàcia).
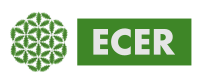
Logotip del Congrés Europeu de Religions Ètniques.

### Flor de la Vida (New-age)

Variant de 19 cercles anomenada habitualment Flor de la Vida.

Autors moderns vinculats als moviments new-age han vist en la sexafòlia el nucli d'una suposada geometria sagrada, anomenant-la Flor de la Vida i representant-la habitualment en la forma d'un tessel·lat de 19 cercles superposats, a partir del qual s'han establert un gran nombre de composicions i símbols derivats. També se l'ha associat amb figures cabalístiques de la Merkabah i el misticisme de la carrossa celestial.

Aquesta renovada significació de tipus espiritual i esotèric s'ha traduït en l'aparició de nombrosos productes comercials —llibres, joies, cartells– basats en la Flor de la Vida. N'és un exemple la coberta del disc A Head Full of Dreams (2015) del grup musical britànic Coldplay, en què figura aquest emblema, del qual van fer ús durant la respectiva gira. Anteriorment, els també britànics Bring Me the Horizon ja l'havien situat a la coberta del seu disc Sempiternal (2013).

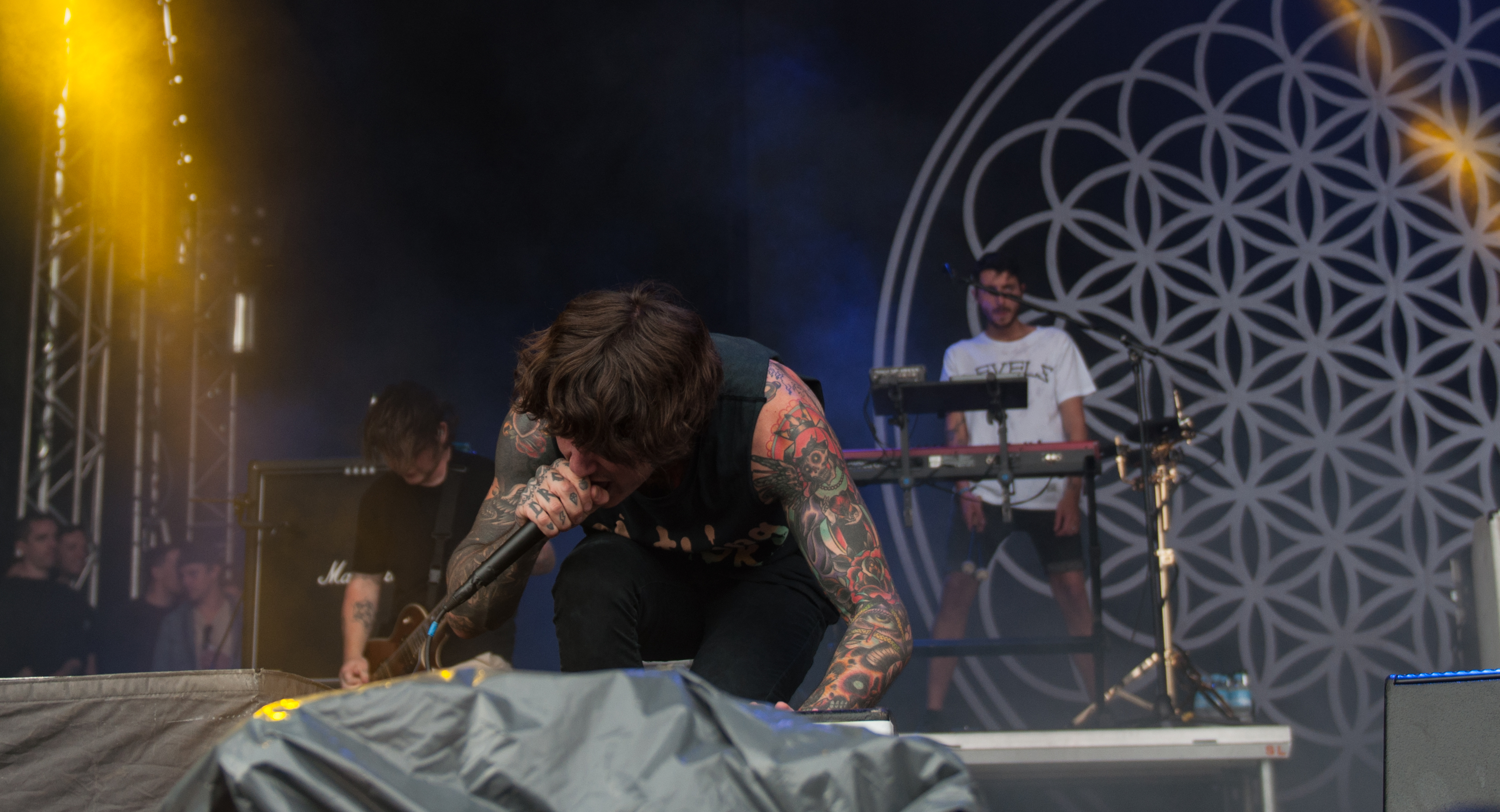
Concert de Bring Me the Horizon al Vainstream Rockfest 2014, amb la Flor de la Vida al fons.
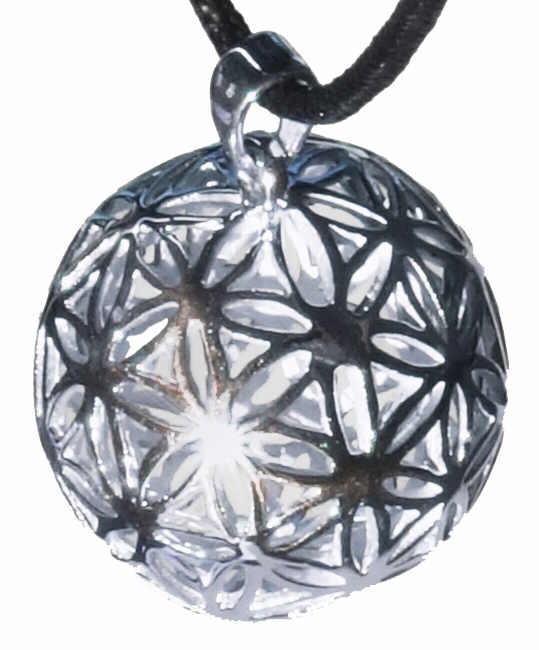
Penjoll esfèric comercial que reprodueix la Flor de la Vida.
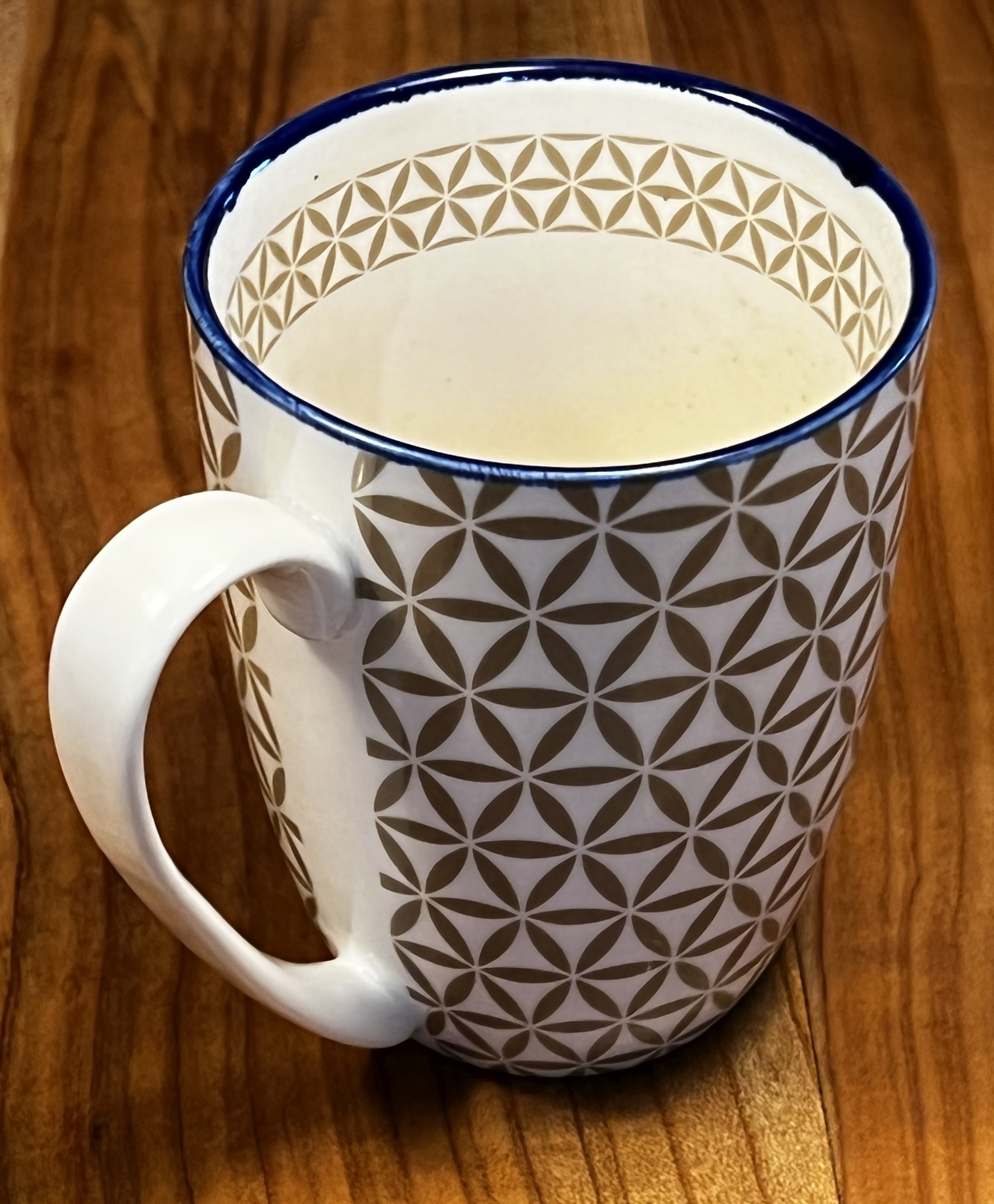
Tassa amb el patró tessel·lat de la sexafòlia (Alemanya, 2022)